# Kalendarium inwazji Rosji na Ukrainę – lipiec 2022

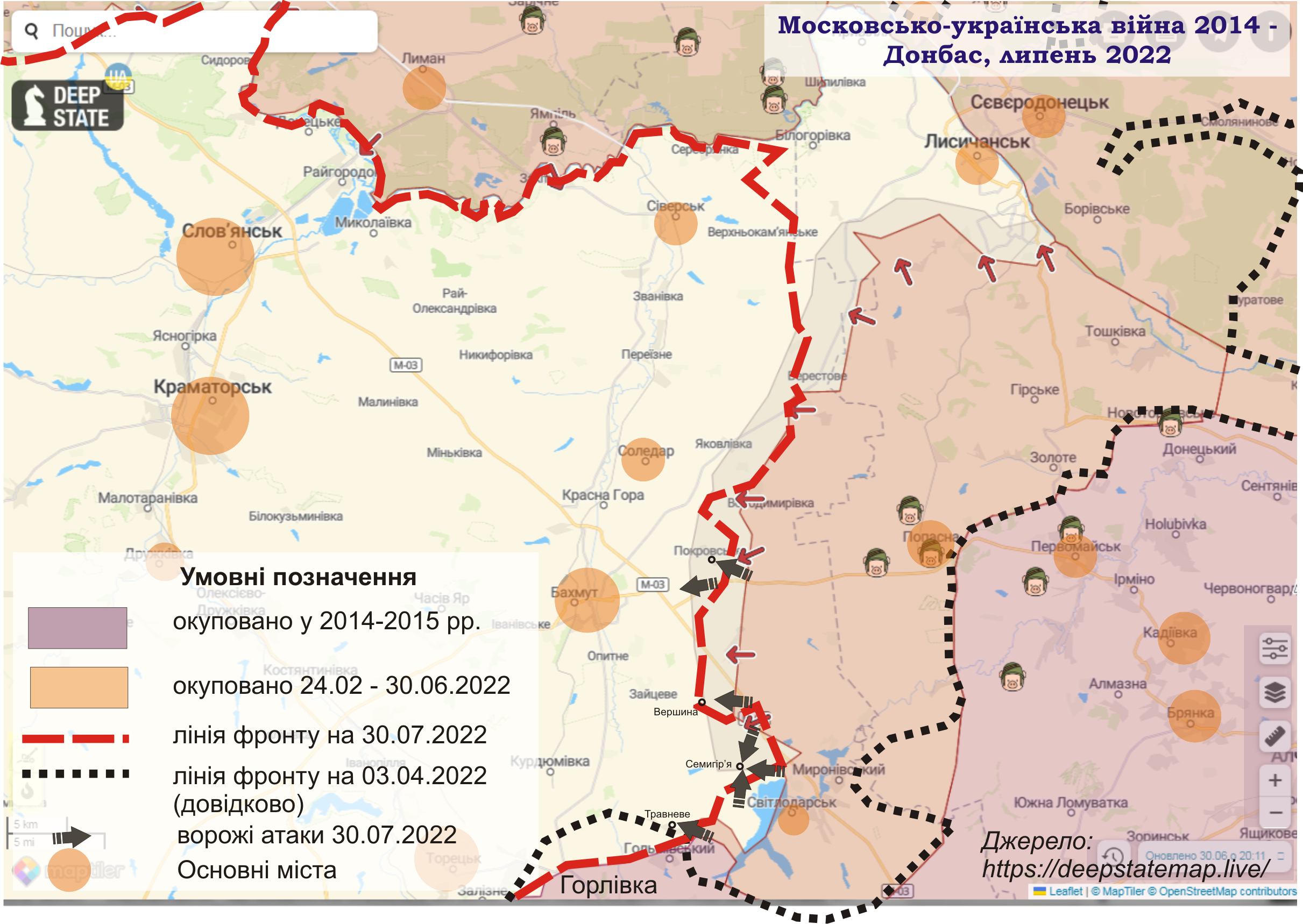
Północny Donbas w lipcu 2022

| 2022        | 2023        | 2024        | 2025    |
| ----------- | ----------- | ----------- | ------- |
| —           | styczeń     | styczeń     | styczeń |
| luty        | luty        | luty        |         |
| marzec      | marzec      | marzec      |         |
| kwiecień    | kwiecień    | kwiecień    |         |
| maj         | maj         | maj         |         |
| czerwiec    | czerwiec    | czerwiec    |         |
| lipiec      | lipiec      | lipiec      |         |
| sierpień    | sierpień    | sierpień    |         |
| wrzesień    | wrzesień    | wrzesień    |         |
| październik | październik | październik |         |
| listopad    | listopad    | listopad    |         |
| grudzień    | grudzień    | grudzień    |         |

## Lipiec 2022

### 1 lipca

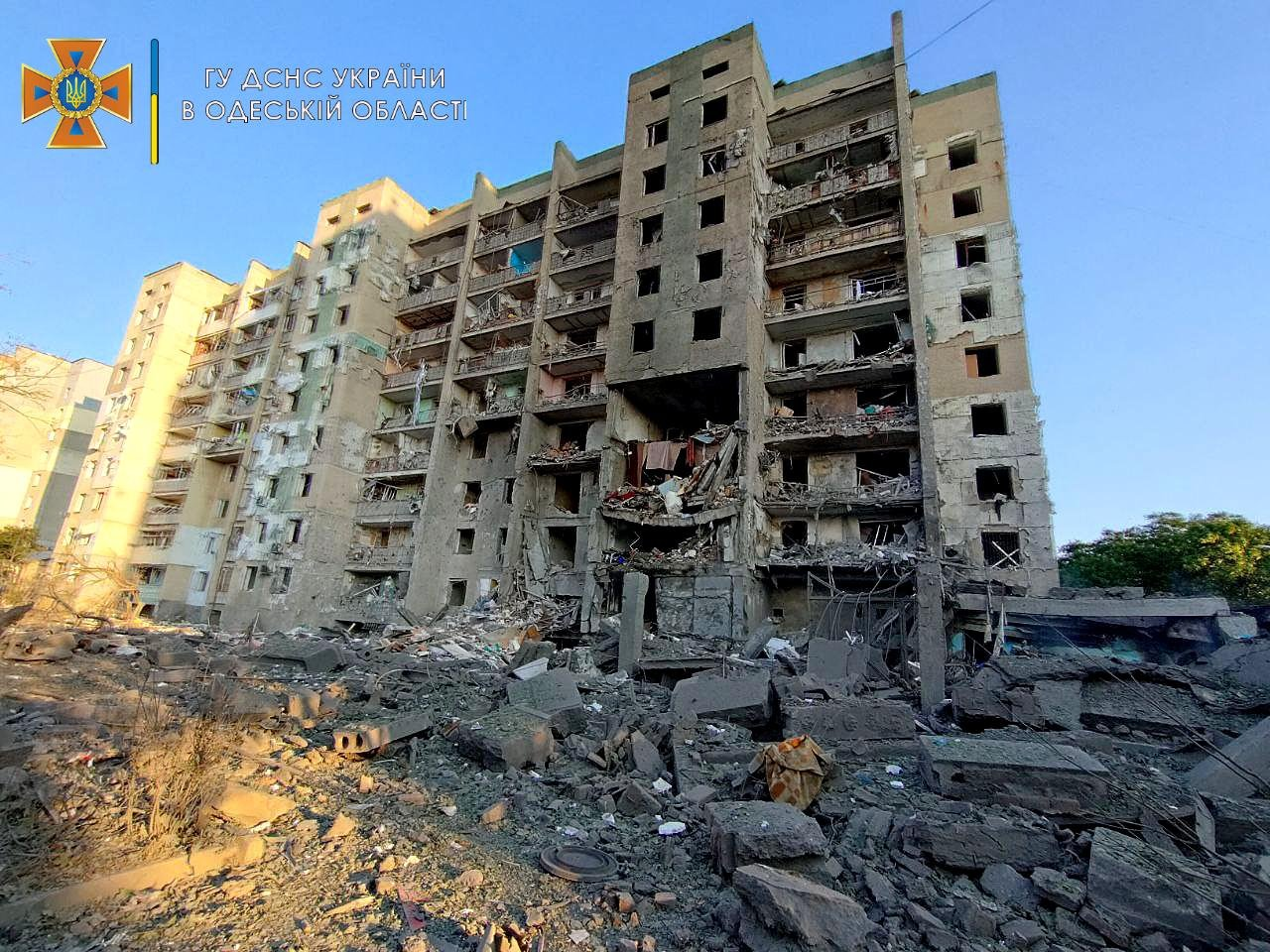
9-piętrowy blok na osiedlu Serhijiwka w obwodzie odeskim po uderzeniu rosyjskiej rakiety

Według Sztabu Generalnego siły ukraińskie odparły rosyjską próbę rozpoznania walką w okolicach fabryki żelatyny w Lisiczańsku. W obwodzie donieckim Rosjanie bronili swoich pozycji, ostrzeliwując 10 miejscowości, w tym Hruszuwachę, Krasnopole i Słowiańsk. Na kierunku lisiczańskim i bachmuckim siły rosyjskie ostrzelały z artylerii liczne miejscowości, m.in. Siewiersk, Lisiczańsk i Bachmut, jak również wiele wsi na kierunkach awdijiwskim, kurachowskim, nowopawliwskim i zaporoskim. Pod ostrzałem znalazły się również miejscowości na południu Ukrainy i w obwodach czernihowskim i sumskim. Później SG podał, że w rejonie Słowiańska Rosjanie podejmowali działania obronne i przeprowadzili atak na Bohorodyczne, jednak bez powodzenia. Siły rosyjskie kontynuowały ostrzał artyleryjski pod Charkowem, wzdłuż linii frontu w Donbasie i na odcinku południowym. Ponadto trwała blokada Morza Czarnego, a Rosjanie utrzymywali w gotowości dwa okręty przenoszące precyzyjną broń rakietową. Brytyjskie Ministerstwo Obrony podało, że siły rosyjskie nadal osiągały niewielkie postępy wokół Lisiczańska, a w jego okolicy były kontynuowane ataki lotnicze i artyleryjskie. Wojska ukraińskie w dalszym ciągu blokowały rosyjskie oddziały na południowo-wschodnich obrzeżach miasta.
O 13:00 czasu lokalnego armia rosyjska wystrzeliła trzy pociski na miejscowość Serhijiwka w obwodzie odeskim, niszcząc budynek 9-piętrowym blok i ośrodek wypoczynkowy. Zginęło co najmniej 21 osób, a 38 zostało rannych. Z kolei dowódca SZ Ukrainy generał Wałerij Załużny poinformował, że ok. 18:00 czasu lokalnego samoloty Su-30 rosyjskich sił powietrznych dwukrotnie zaatakowały Wyspę Wężową bombami fosforowymi.
Institute for the Study of War (ISW) podał, że władze Rosji przygotowywały grunt pod mobilizację gospodarki w związku z przedłużającą się wojną na Ukrainie. Kreml zgłosił projekt zmiany przepisów o zaopatrzeniu armii, który wprowadziłby „specjalne środki w sferze gospodarczej”, zmuszające firmy prywatne i państwowe do zaopatrywania rosyjskich „specjalnych operacji wojskowych i antyterrorystycznych”. Ponadto władze rosyjskie podejmowały kroki, aby włączyć zajętą Zaporoską Elektrownię Jądrową w Enerhodarze bezpośrednio do systemu energetycznego FR. Rosjanie kontynuowali starania mające na celu okrążenia Lisiczańska oraz prowadzili ofensywy na południe i południowy zachód od miasta. Siły rosyjskie nie zdobyły dostępu do autostrady Bachmut–Lisiczańsk, lecz nie pozwalały jej używać siłom ukraińskim, kontynuując ostrzał i naloty na pozostałe ukraińskie pozycje wzdłuż drogi. Ponadto Rosjanie skoncentrowali się na przegrupowaniu i poprawie swoich pozycji na północ od Słowiańska. Siły rosyjskie nie przeprowadziły żadnych ataków lądowych w północnym obwodzie charkowskim, lecz kontynuowały ostrzał ukraińskich pozycji na północ od Charkowa oraz przeprowadziły ataki artyleryjskie i rakietowe na południu Ukrainy. Z kolei OSW poinformował, że Rosjanie posuwali się na północ pomiędzy granicą obwodów ługańskiego i donieckiego a Lisiczańskiem. Trwały walki na zachodnich obrzeżach Lisiczańska, o Werchniokamjankę i Topoliwkę oraz na wschód od Bachmutu. Ukraińcy powstrzymali ataki na południe od Lisiczańska z okolic z Łoskutiwki, na południe od Bachmutu, na północ od Słowiańska oraz na północ od Charkowa. Strona ukraińska podała, że wyzwolono miejscowość Potiomkyne w obwodzie chersońskim. Natomiast artyleria i lotnictwo Rosjan kontynuowały ataki na pozycje ukraińskie wzdłuż linii frontu oraz obszarach obwodów czernihowskiego i sumskiego; najcięższe ataki miały miejsce w Charkowie, Mikołajowie, Nikopolu i Słowiańsku.

### 2 lipca
Sztab Ukrainy podał, że siły rosyjskie próbowały umocnić się na pozycjach w okolicy obleganego Lisiczańska i miejscowości Werchniokamjanka. Następnie Ukraińcy odparli rosyjskie ataki w Biłohoriwce, nieopodal Prudjanki na kierunku charkowskim i Mazaniwki na kierunku Słowiańska. Rosjanie ostrzeliwali ukraińskie pozycje w Donbasie, na kierunkach słowiańskim, bachmuckim, awdijiwskim, kurachowskim i innych, wykorzystując czołgi, artylerię i moździerze. Trwały również walki pod miejscowością Spirne na kierunku bachmuckim. Pod ostrzałem znalazły się również ukraińskie pozycje na kierunku charkowskim w okolicach miejscowości: Ruśka Łozowa, Werchnij Sałtiw, Protopopiwka, Pytomnyk i Norciwka. Rosjanie prowadzili także „systematyczne uderzenia rakietowe” na kierunku mikołajowskim. Ponadto Rosja stwierdziła, że zniszczono pięć ukraińskich stanowisk dowodzenia w obwodach Donbasu i Mikołajowa.
Według Ministerstwa Obrony Wielkiej Brytanii Rosja planuje do jesieni 2022 roku przeprowadzić nielegalne referendum w obwodzie chersońskim, mające na celu legitymizację trwającej okupacji. Ministerstwo dodało również, że 28 czerwca mer Chersonia Ihor Kołychajew został aresztowany, aby stłumić opór wobec okupacji. Mimo tego na zajętych terenach trwał szeroko zakrojony zbrojny i pokojowy opór.
Z kolei ISW podało, że siły ukraińskie prawdopodobnie wycofały się z Lisiczańska, w wyniku czego miasto zostało zajęte przez Rosjan. Ukraińscy urzędnicy nie ogłosili wycofania garnizonu z miasta, jednak doradca szefa MSZ Wadym Denysenko stwierdził, że Rosjanie z „dużym prawdopodobieństwem” zajmą Lisiczańsk, jednak trudno będzie im osiągać postępy w obwodzie donieckim za Słowiańskiem i Kramatorskiem. Instytut ocenił, że w najbliższych dniach Rosjanie przejmą kontrolę nad pozostałymi obszarami obwodu ługańskiego, a następnie ich priorytetem będzie prawdopodobnie atak na w Siewersk w obwodzie donieckim; wycofanie się Ukraińców do Siewerska pozwoli im zmniejszyć ryzyko okrążenia oraz będą mogli kontynuować walkę, przy jednoczesnym wycofywaniu się na pozycje w pobliżu odcinka drogi E40 pomiędzy Słowiańskiem a Bachmutem. Ponadto siły rosyjskie kontynuowały nieudane ataki na północ od Słowiańska oraz przeprowadziły ograniczone ofensywy na południowy zachód od Doniecka, jednak nie odnotowali żadnych postępów. Na południu froncie ukraińskie kontrataki i działania partyzanckie nadal zmuszały wojska rosyjskie do obrony.

### 3 lipca

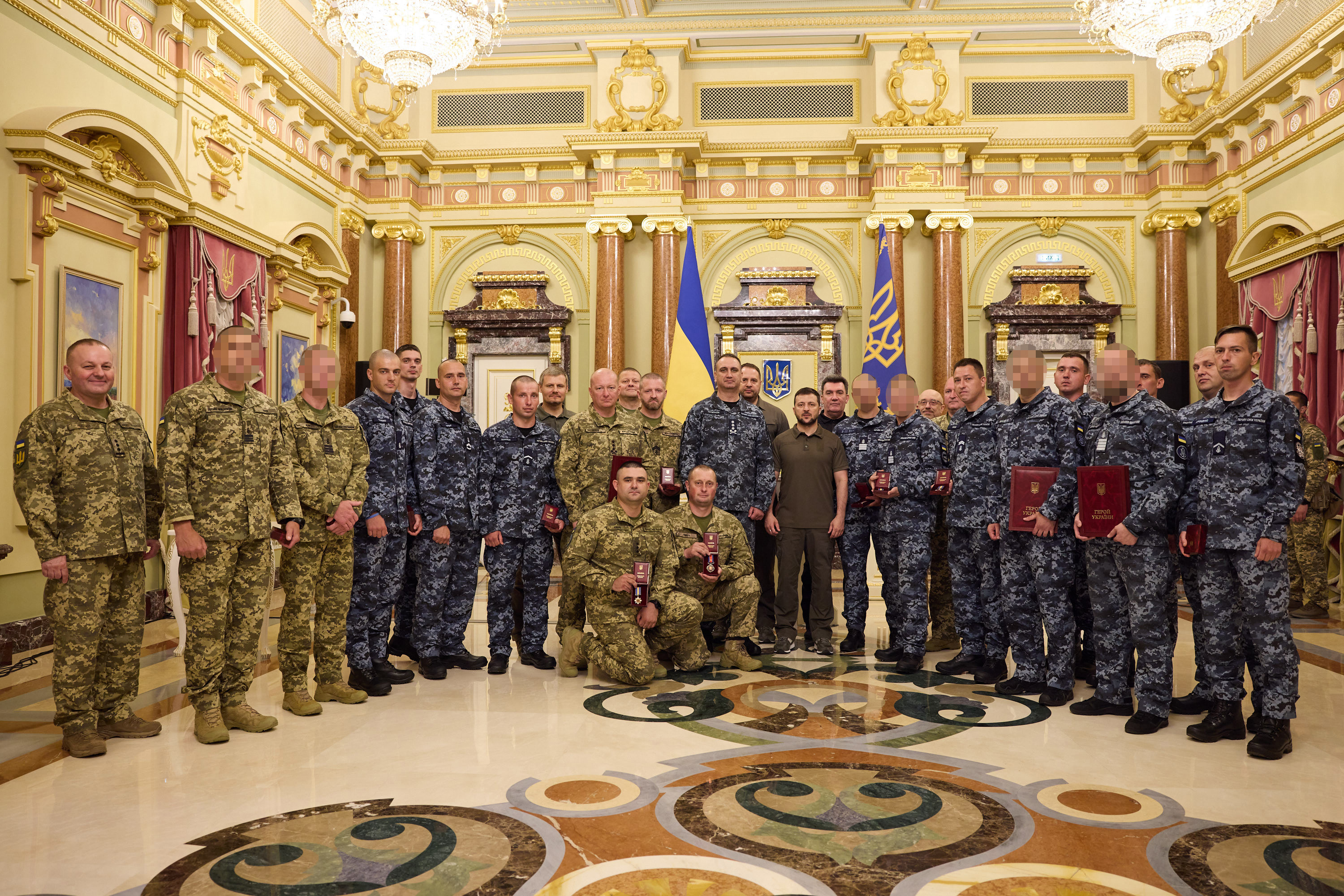
Spotkanie prezydenta Zełenskiego z żołnierzami w Dzień Marynarki Wojennej SZ Ukrainy

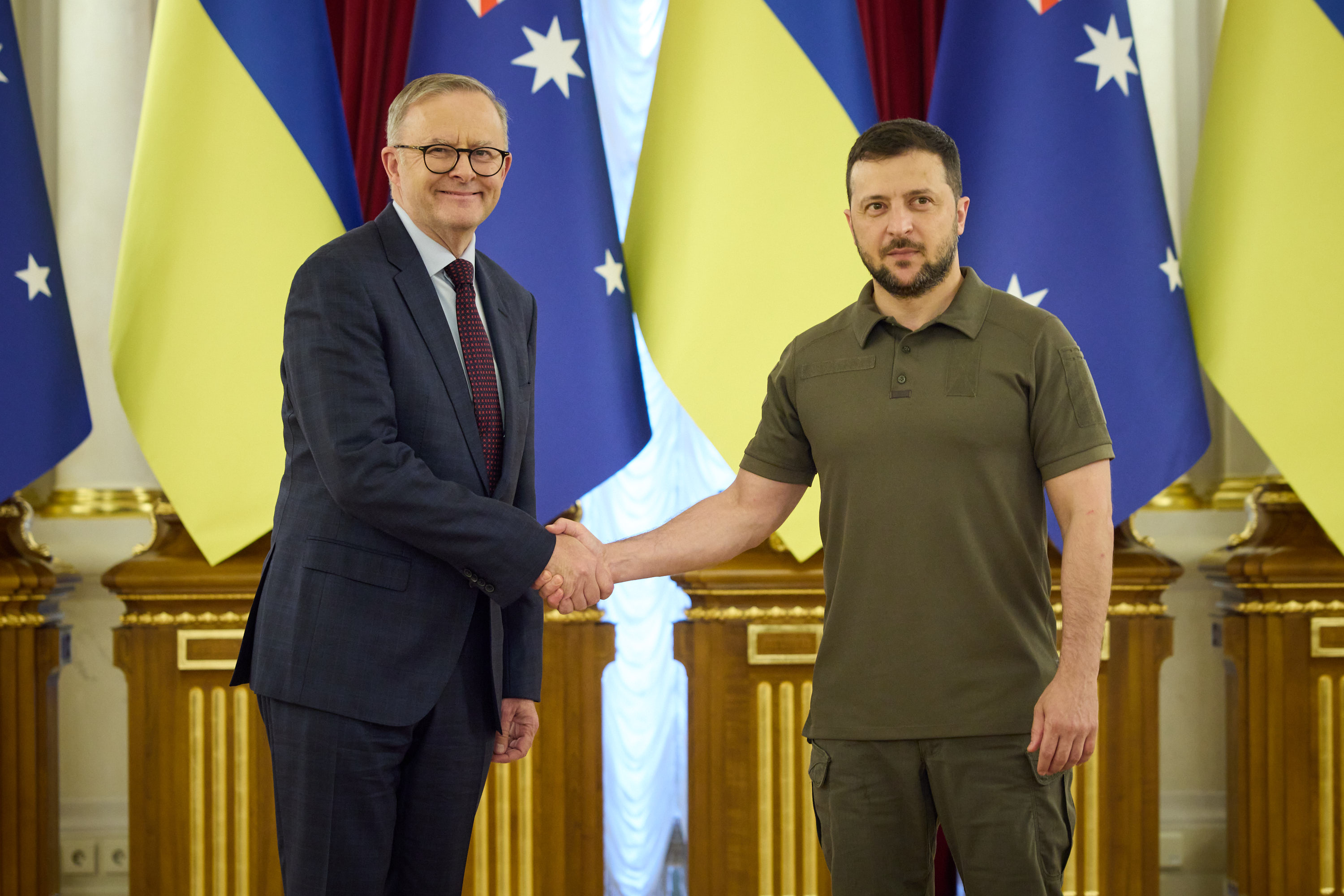
Spotkanie prezydenta Zełenskiego z premierem Australii Anthonym Albanese

Sztab Generalny Ukrainy ogłosił, że po ciężkich walkach o Lisiczańsk, ukraińska armia została zmuszona do wycofania się z zajmowanych pozycji w mieście, ze względu na wyraźną przewagę wojsk rosyjskich. W oświadczeniu o wycofaniu podano, że: „Kontynuacja obrony miasta doprowadziłaby do śmiertelnych konsekwencji. W celu ratowania życia ukraińskich obrońców podjęto decyzję o wycofaniu się”, Później także prezydent Zełenski przyznał się do straty obwodu ługańskiego, mówiąc: „Jeśli dowództwo naszej armii wycofuje żołnierzy z pewnych punktów frontu, gdzie wróg ma największą przewagę ogniową, w szczególności dotyczy to Lisiczańska, oznacza to tylko jedno: że wrócimy dzięki naszej taktyce, dzięki nowoczesnej broni”. Natomiast rosyjski minister obrony Siergiej Szojgu już wcześniej poinformował prezydenta Putina, że cały obwód ługański został „wyzwolony”. Z kolei brytyjskie Ministerstwo Obrony podało, że Ukraińcy wycofali się z Lisiczańska, prawdopodobnie cofając się na wcześniej przygotowane pozycje obronne. Według ministerstwa „Rosja niemal na pewno skupi się teraz na zajęciu obwodu donieckiego, którego duża część pozostaje pod kontrolą sił ukraińskich”.
W późniejszym czasie SG poinformował, że siły rosyjskie sforsowały rzekę Doniec i umacniały się w Lisiczańsku. Trwały walki na kierunku słowiańskim, gdzie Rosjanie próbowali zająć miejscowości: Bohorodyczne, Mazaniwka i Dołyna. Z rejonu Iziumu przerzucono jedną batalionową grupę taktyczną w rejon Sniżkiwki i rozmieszczono dodatkowe oddziały artylerii. Na kierunku donieckim główne wysiłki Rosjan były skoncentrowane na wypieraniu sił ukraińskich na linię Siewersk–Fedoriwka–Bachmut. Na kierunku bachmuckim siły rosyjskie ostrzelały pozycje ukraińskie z artylerii i rakiet. Miały również miejsce ataki na kierunkach awdijiwskim i kurachowskim. Ponadto Rosjanie przy wsparciu artylerii prowadzili działania ofensywne w rejonach Wasyliwki, Berestowego, Spirnego, Kłynowego i Majorska, jednak bez sukcesów. W obwodzie chersońskim Rosjanie starali się nie dopuścić do kontrofensywy ukraińskiej. Według doniesień gubernatora Wiaczesława Gładkowa, w rosyjskim Biełgorodzie zginęły trzy osoby w wyniku ostrzału ukraińskiego. Ponadto stwierdził, że zniszczono 11 budynków mieszkalnych i 39 prywatnych rezydencji. Z kolei w okupowanych przez Rosjan częściach Ukrainy, głównie w Chersoniu, w ciągu ostatnich dwóch tygodni miały miejsce trzy zamachy na prorosyjskich urzędników.
ISW podało, że Rosjanie zajęli pozostałe terytorium i prawdopodobnie zabezpieczyli granicę administracyjną obwodu ługańskiego, chociaż niewielkie ogniska ukraińskiego oporu mogły pozostać w Lisiczańsku i wokół niego. Instytut dodał również, że za ofensywę na miasta i na zachód od niego odpowiadali dwaj rosyjscy dowódcy, generał Aleksandr Łapin, dowódca Centralnego Okręgu Wojskowego i generał Siergiej Surowikin, dowódca Sił Powietrzno-Kosmicznych i rosyjskiego zgrupowania na południu Ukrainy. Ponadto siły rosyjskie rozpoczęły ataki na północny wschód od Bachmutu i na północ od Słowiańska, ale nie odnotowali żadnych postępów. Z kolei na południowym froncie Rosjanie przeprowadziły rozległe ataki artyleryjskie, które prawdopodobnie zakłóciły ukraińską kontrofensywę.

### 4 lipca

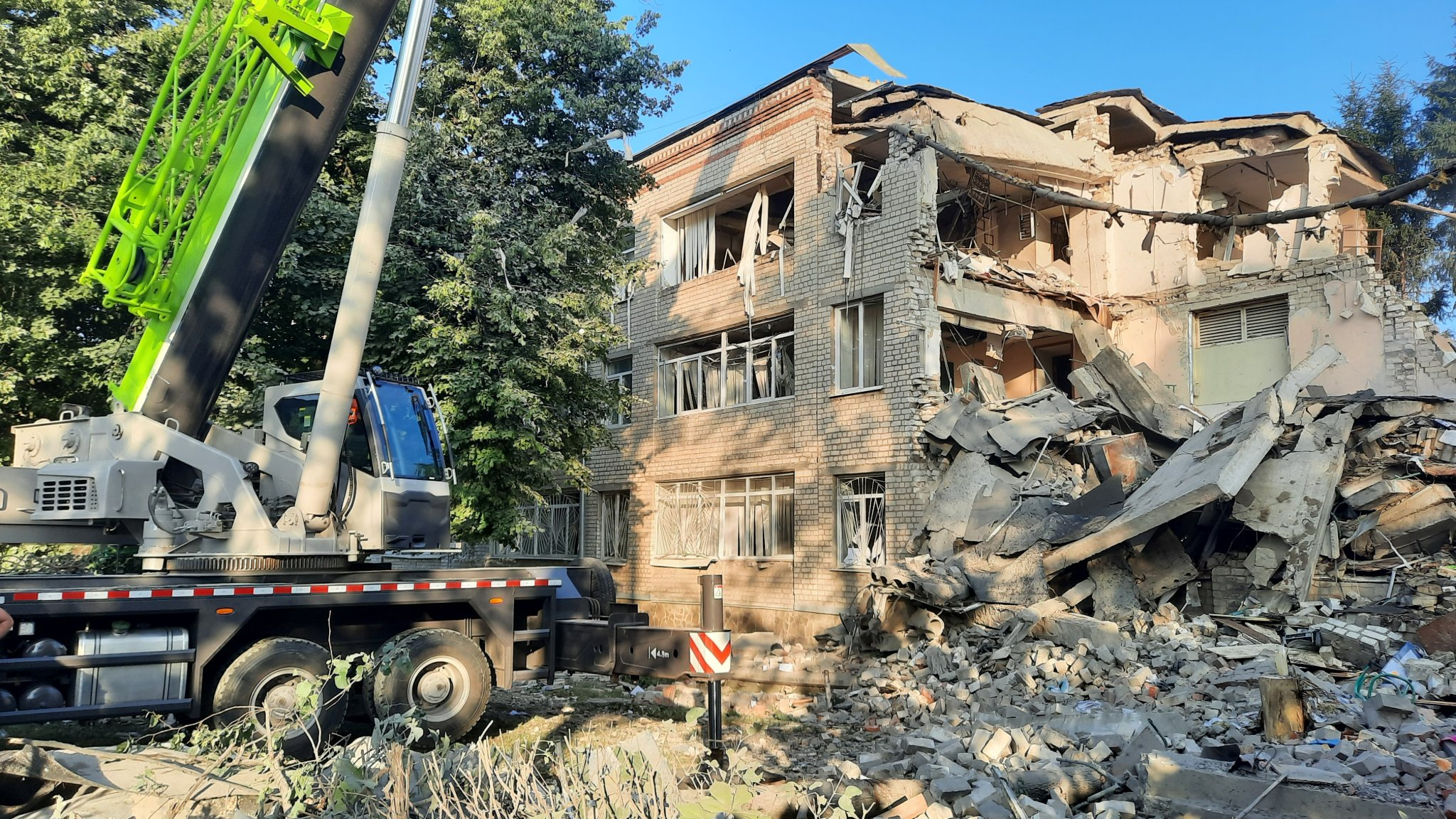
Gimnazjum w Charkowie po rosyjskim ataku rakietowym

Sztab Ukrainy poinformował, że odparto rosyjskie ataki na kilku kierunkach. Na kierunku charkowskim siły ukraińskie powstrzymały ataki w okolicy Sosniwki. Na kierunku słowiańskim Rosjanie atakowali w rejonie Mazaniwki, odnosząc częściowy sukces. Na kierunku kramatorskim Ukraińcy odparli atak w Biłohoriwce, po czym siły rosyjskie wycofały się. Na kierunku bachmuckim Rosjanie po ataku na elektrownię Wuhłehirską w Switłodarśku zostali zmuszeni do wycofania się. Później SG podał, że w obwodzie donieckim wznowiono działania bojowe, a Rosjanie prowadzili ofensywę „z częściowym powodzeniem” w rejonie Spirnego i Nowołuhańskego. Na kierunku słowiańskim Ukraińcy odparli próbę szturmu na wieś Dołyna. W pobliżu Słowiańska doszło do ostrzałów rakietowych i lotniczych. Poza Donbasem Rosjanie ostrzelali miejscowości w obwodzie sumskim i czernihowskim oraz kilkanaście kolejnych w obwodach mikołajowskim i chersońskim, na południe od linii Krzywy Róg–Mikołajów. Z kolei artyleria i lotnictwo ukraińskie kontynuowały ataki na wojska rosyjskie i magazyny, szczególnie na południu obwodu chersońskiego. Ponadto po zajęciu Lisiczańska Rosjanie próbowali zepchnąć Ukraińców na nową linię obrony między Siewerskiem, Sołedarem i Bachmutem; te miasta znajdują się ok. 30–40 km na wschód od aglomeracji słowiańsko-kramatorskiej, uważanej za kwaterę główną sił ukraińskich w Donbasie.
W opinii brytyjskiego Ministerstwa Obrony w porównaniu do poprzednich faz wojny, przy zdobywaniu Lisiczańska Rosjanom udało się osiągnąć skuteczniejszą koordynację działań co najmniej dwóch zgrupowań. Siły ukraińskie w dużej mierze wycofały się w sposób uporządkowany. Według Ministerstwa utrzymywane przez Ukraińców obszary Siewierodoniecka i Lisiczańska tworzyły wybrzuszenie, który mógł być atakowany z trzech stron. Ukraińcy będą mogli się wycofać się na łatwiejszą do obrony, wyprostowaną linię frontu. Ponadto bitwa o Donbas charakteryzowała się powolnym tempem posuwania się naprzód i zmasowanym użyciem artylerii.
Według ISW po zajęciu Lisiczańska i granic obwodu ługańskiego Władimir Putin nakazał przeprowadzenie przerwy operacyjnej. Siły rosyjskie, które brały udział w walkach o Siewierodonieck i Lisiczańsk, potrzebowały znaczącej przerwy, jednak nie wiadomo czy Rosjanie pozwolą sobie na długi przestój w celu zregenerowania sił. W międzyczasie Rosjanie konsolidowali kontrolę terytorialną i administracyjną nad tymi dwoma miastami. Ponadto wojska rosyjskie kontynuowały ataki na zachód do Bachmutu oraz ograniczone i nieskuteczne ataki na północ od Charkowa. Natomiast Ukraińcy coraz częściej atakowali rosyjską infrastrukturę wojskową w głębi okupowanych terytoriów ogniem pośrednim i wyrzutniami HIMARS z USA; donoszono m.in. o atakach na składy amunicji w obwodzie charkowskim, w pobliżu frontu, jak również w obwodzie donieckim, ok. 75 km od linii frontu. Z kolei ukraińscy partyzanci atakowali używane przez Rosjan linie kolejowe w okolicach Melitopola i Tokmaku. Ponadto władze rosyjskie szykowały pobór Ukraińców na zajętych terytoriach. Z kolei OSW podało, że wyparto Ukraińców z ostatnich pozycji w obwodzie ługańskim. Po sforsowaniu rzeki Doniec i natarciu z południa i z północy na Lisiczańsk Rosjanie zajęli miasto oraz miejscowości łączące je z obwodem donieckim. Kontynuowali ofensywę na linii Siewiersk–Bachmut–Gorłówka. Trwały walki na północny wschód od Bachmutu oraz na wschód i południe od niego, a także o kontrolę nad miejscowościami Bohorodyczne, Dołyna i Mazaniwka. Siły ukraińskie odparły ataki na zachód od Doniecka, na północ od Charkowa i w obwodzie chersońskim, na kierunku Mikołajowa i Krzywego Rogu. Rosyjskie lotnictwo i artyleria atakowały pozycje ukraińskie wzdłuż linii frontu. Zintensyfikowano także ataki na Słowiańsk i Kramatorsk. Poza Donbasem celem był Charków, Mikołajów, wsie na południe od Krzywego Rogu i Zaporoża. Ukraińcy odpowiadali sporadycznym ostrzałem i bombardowaniami. Według prezydent Zełenskiego armia ukraińska posuwała się naprzód w obwodach charkowskim i chersońskim.

### 5 lipca

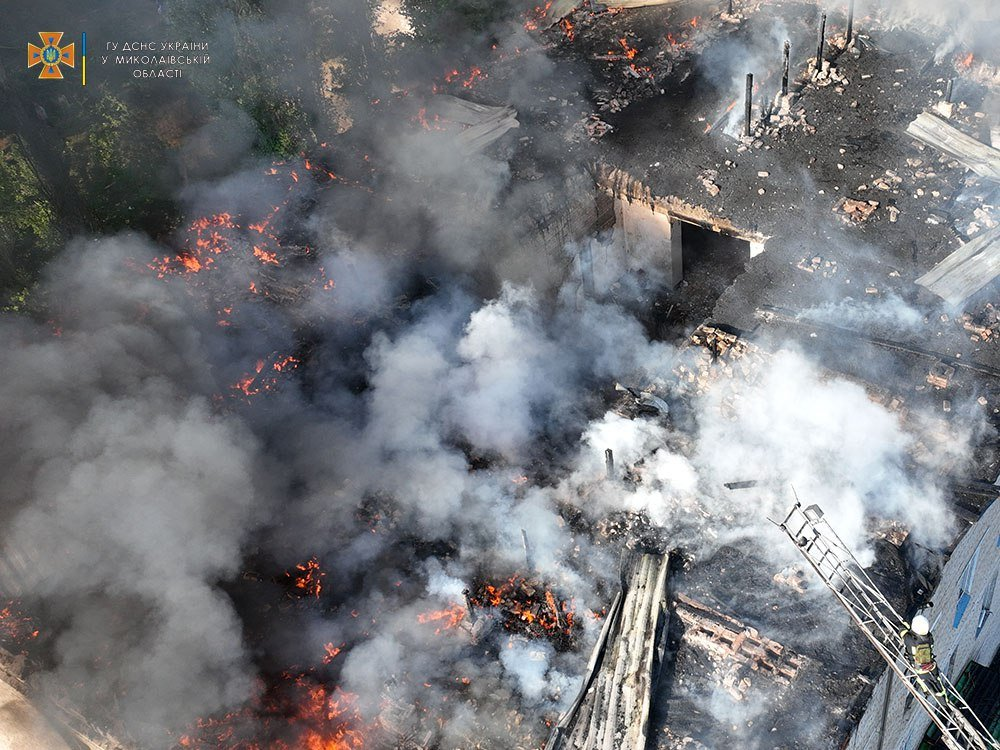
Pożary w Mikołajowie spowodowane rosyjskim ostrzałem

Według SG Ukrainy siły rosyjskie prowadziły działania bojowe w rejonie wsi Mazaniwka, ok. 30 km od Słowiańska. Ponadto Rosjanie prowadzili ostrzał z artylerii lufowej i rakietowej oraz moździerzy w rejonie Krasnopilli i Bohorodycznego. W pobliżu miejscowości Dołyna siły ukraińskie odparły atak. Na kierunku kramatorskim Ukraińcy odparli próbę ataku w rejonie miejscowości: Werchniokamjanske, Biłohoriwka i Hryhoriwka. Na kierunku bachmuckim Rosjanie prowadzili ostrzały artyleryjskie w pobliżu Berestowego, Biłohoriwki, Trawnego, Szumiwu i Nju-Jork. Z kolei siły ukraińskie odparły atak w okolicy Werszyny. Rosjanie atakowali w rejonie miejscowości Łuhanske, gdzie trwały działania bojowe. Na kierunkach awdijiwskim, kurachowskim, nowopawliwskim i zaporoskim miały miejsce ostrzały na linii frontu z artylerii i moździerzy; wojska rosyjskie ostrzelały także cele w obwodzie mikołajowskim. Sztab stwierdził również, że siły ukraińskie „atakują na kilku strategicznych kierunkach” i w ciągu ostatnich 24h zniszczono rosyjskie magazyny oraz pewną liczbę sprzętu i ludzi. Brytyjskie Ministerstwo Obrony podało, że Rosja nadal umacniała kontrolę nad Lisiczańskiem i obwodem ługańskim. Ponadto Rosjanie zaangażowali na północy regionu większość z pozostałych jednostek ze Wschodniego i Zachodniego Okręgu Wojskowego na osi Izium. W ciągu ostatniego tygodnia siły rosyjskie przesunęły się 5 km główną drogą z Iziumu. Z koeli wojska ze Wschodniego i Zachodniego Okręgu Wojskowego znajdowały się prawdopodobnie ok. 16 km na północ od Słowiańska.
Rosyjska Duma Państwowa zaczęła przygotowywać przepisy mające na celu przejście na gospodarkę wojenną, aby nakazywać firmom produkcję materiałów wojennych i zmusić pracowników do pracy w godzinach nadliczbowych.
Według ISW wśród wyznaczonych przez rosyjskie władze celów inwazji pozostaje obalenie rządu w Kijowie, ograniczenie suwerenności Ukrainy i zajęcie terytoriów nie tylko w Donbasie. Sekretarz Rady Bezpieczeństwa Rosji Nikołaj Patruszew oświadczył, że „rosyjska operacja wojskowa na Ukrainie będzie trwała, dopóki nie zostaną osiągnięte cele podobne do tych, jakie Putin wskazał na początku inwazji”. Z kolei Rosjanie kontynuowali operacje ofensywne na północny zachód i na wschód od Słowiańska oraz próbowali podejść na zachód od Lisiczańska w kierunku Siewierska. Prawdopodobnie próbowali uzyskać dostęp do dróg na południowy wschód od Bachmutu w celu ataku na miasto od południa. Siły rosyjskie kontynuowały również ograniczone i nieudane ataki na północy obwodu charkowskiego. Z kolei Ukraińcy przeprowadzili ograniczony kontratak na południowy zachód od Doniecka. Ponadto rosyjskie władze okupacyjne nasiliły pobór na zajętych terenach, aby uzupełnic ponoszone straty w ludziach. Rosjanie kontynuowali także konsolidację kontroli administracyjnej na zajętych obszarach, prawdopodobnie w celu bezpośredniego włączenia ich do Rosji.

### 6 lipca

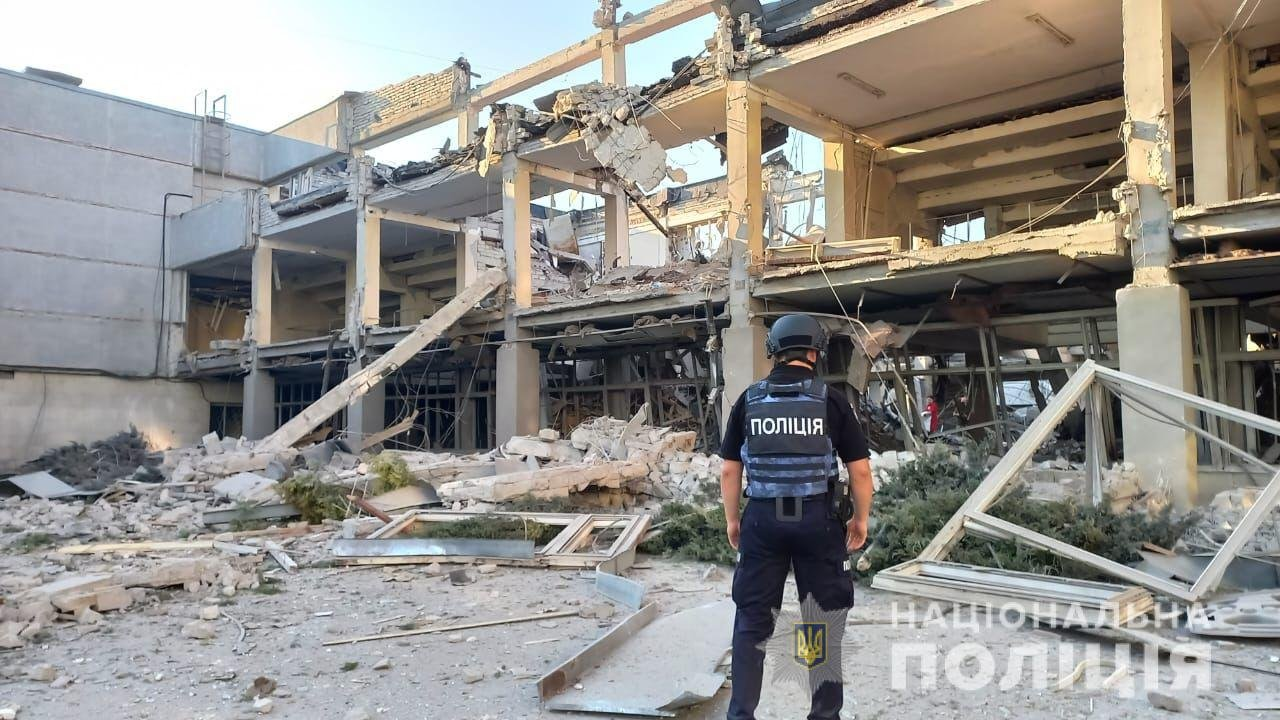
Jeden z budynków Charkowskiego Narodowego Uniwersytetu Pedagogicznego po nocnym ostrzale

Sztab Ukrainy podał, że na kierunku charkowskim siły rosyjskie ostrzelały kilka miejscowości, w tym Sosnówkę i Cyrkuny. Z kolei Ukraińcy odparli atak na kierunku Kozacza Łopań–Sosnówka. Na kierunku słowiańskim Rosjanie próbowali poprawić swoją sytuację taktyczną w celu przeprowadzenia ataku na linni Izium – Słowiańsk oraz ostrzelali z artylerii i wyrzutni rakietowych miejscowości Krasnopole, Barwinkowe i Husariwkę. Siły rosyjskie nacierały w kierunku miejscowości Dowheńke–Mazaniwka, jednak wycofały się. Na bachmuckim Rosjanie próbowali przejąć kontrolę nad drogą Bachmut–Lisiczańsk i ostrzelali okolice Spirnego, Wyjimki i Wesełego. Siły ukraińskie powstrzymały natarcie na kierunkach Myroniwka–Łuhanske i Holmiwskyj–Nowołuhanske i zmusiły Rosjan do wycofania się. Na kierunku kramatorskim siły rosyjskie próbowały zająć Werchniokamjanske i Kryhoriwkę. Na kierunkach awdijiwskim, kurachowskim, nowopawliwskim i zaporoskim ostrzelano pozycje ukraińskie z czołgów, artylerii i moździerzy. Później SG poinformował, że Rosjanie próbowali atakować w kierunku Słowiańska, a okolice Dołyny, Kurulki, Mazaniwki, Bohorodycznego, Adamiwki ostrzelano z artylerii i wyrzutni rakiet; ostrzelano także wsie na kierunku Kramatorska i Bachmutu. W okolicach Charkowa Rosjanie skupili się na obronie zajętych terenów i próbowali atakować na niektórych odcinkach frontu. Siły rosyjskie prowadziły też ostrzały pozycji ukraińskich na kierunkach Awdijiwki, Kurachowego, Nowopawliwki i Zaporoża. W okolicach Dobrianki w obwodzie czernihowskim, Ukraińcy niemal całkowicie zniszczyli grupę dywersyjno-zwiadowczą, a następnie odparli atak Rosjan. Ponadto ukraińska artyleria i lotnictwo przeprowadzały ataki na miejsca koncentracji i magazyny sił rosyjskich.
Rzecznik rosyjskiego Ministerstwa Obrony, Igor Konaszenkow, stwierdził, że wystrzeliwane z powietrza pociski rakietowe zniszczyły dwa dostarczone przez USA systemy M142 HIMARS, jednakże ukraińskie wojsko zaprzeczyło tym doniesieniom, nazywając je „niczym więcej niż fałszerstwem”. Rosyjska armia opublikowała wideo rzekomo pokazujące atak, jednak nie mogło ono zostać zweryfikowane.
W ocenie ISW Rosjanie rozpoczęli przerwę operacyjną i ograniczali się do działań na mniejszą skalę, aby zregenerować wyczerpane siły. Przerwa nie zakładała jednak zaprzestania działań wojennych, lecz oznaczała prowadzenie ograniczonych ataków w celu przygotowania gruntu pod większe operacje w przyszłości. Siły rosyjskie przeprowadziły ataki na północ od Charkowa oraz na północny zachód i wschód od Słowiańska; starały się też podejść w stronę Siewierska od granicy obwodów ługańskiego i donieckiego oraz do Bachmutu od południa. Rosjanie przeprowadzili również nieudane ataki lądowe w północno-zachodnim obwodzie chersońskim. Z kolei siły ukraińskie mogły próbować stworzyć warunki do kontrofensywy w kierunku Chersonia. Według Instytutu siły rosyjskie formowały także nową jednostkę wojskową w Mulino w obwodzie niżnonowogrodzkim. Według OSW siły rosyjskie koncentrowały się na ofensywie i cieżkim ostrzale ukraińskich pozycji w obwodzie donieckim. Główne kierunki natarcia Rosjan przebiegały na północny zachód od Słowiańska oraz na zachód od Bachmutu. Najcięższe walki toczyły się we wsi Mazaniwka i w miejscowościach Dołyna, Spirne, Werszyna i Nowołuhanśke, gdzie Ukraińcy odparli atak. Siły rosyjskie prowadziły ostrzał Słowiańska i okolic oraz kontynuowali próby zdobycia pełnej kontroli nad trasą Lisiczańsk–Bachmut. Przeprowadzono także ostrzały artyleryjskie i lotnicze na całej linii frontu południowego oraz na północy kraju, w obwodzie charkowskim, sumskim i czernihowskim. Rosjanie dokonali także ataków rakietowych na Charków, Mikołajów, okolice Chmielnickiego, Krzywy Róg oraz Oczaków i Czarnomorsk. Z kolei siły ukraińskie w ostatnich dniach przeprowadziły ostrzały składów amunicji na tyłach Rosjan, m.in. w Doniecku, Śnieżnem, Czornobajiwce, Popasnej, Kadyjiwce, Snihuriwce, w okolicach Iziumu i w Melitopolu.

### 7 lipca
Według SG Ukrainy wojska rosyjskie wciąż próbowały zdobyć pełną kontrolę nad obwodem ługańskim. Na kierunku bachmuckim w obwodzie donieckim Ukraińcy zadali Rosjanom straty, gdy starali się poprawić swoją sytuację taktyczną pod Werszyną i Berestowem; zostali zmuszeni do wycofania się. W kierunku miejscowości Słobożanske w obwodzie charkowskim siły rosyjskie koncentrowały się na utrzymywaniu pozycji i zapobieganiu przedostaniu się oddziałów ukraińskich w głąb okupowanego terytorium; ostrzelano szereg miejscowości z czołgów i artylerii. Dodano również, że Rosjanie nadal ponosili straty w personelu, uzbrojeniu i sprzęcie wojskowym. Ponadto kontynuowano przymusową mobilizację na zajętym terytorium obwodu ługańskiego; rekruci są jednak słabo wyszkoleni, a ich wyposażenie jest w złym stanie. W późniejszym czasie podano, że siły rosyjskie kontynuowały działania ofensywne w Donbasie i ostrzał pozycji ukraińskich wzdłuż linii frontu. Na zachód od Lisiczańska, w okolicach wsi Wierchniokamianske, Rosjanie przeprowadzili częściowo udany atak. Trwały walki w okolicach Wesełej Dołyny i w rejonie Spirnego. Z kolei Ukraińcy odparli atak w okolicy Bohorodycznego na północ od Słowiańska, zadając przeciwnikowi znaczne straty. Charków i inne miejscowości znalazły się pod ostrzałem z artylerii oraz czołgów. Siły ukraińskie odparły atak w okolicach Dementijiwki na północ od Charkowa. Przeprowadzono także ostrzał artyleryjski terytoriów pogranicznych w obwodzie czernihowskim. Brytyjskie Ministerstwo Obrony stwierdziło, że Rosja koncentrowała sprzęt na linii frontu w kierunku Siewerska, który prawdopodobnie będzie najbliższym celem taktycznym, przed atakiem na aglomerację Słowiańsk–Kramatorsk. Siły ukraińskie kontynuowały stopniowe postępy w południowo-zachodnim obwodzie chersońskim.
Prezydent Zełenski stwierdził, że zachodnia artyleria „znacznie zmniejszy ofensywny potencjał armii rosyjskiej. Straty okupantów będą rosły z każdym tygodniem, podobnie jak trudności w ich zaopatrzeniu”. Ponadto Rosjanie próbują rekrutować weteranów i poborowych, oferując im kontrakty jak żołnierzom zawodowym w armii przez ograniczony czas. Pojawiały się również doniesienia o porwaniach ludzi w Czeczenii i zmuszaniu ich do walki na Ukrainie. Z kolei raport IStories wskazuje, że brygady najbardziej dotknięte wojną na Ukrainie rozpoczęły reklamę online dla żołnierzy, rekrutując bezrobotnych, czasami bez żadnego przeszkolenia.
Według ISW Igor Konaszenkow potwierdził, że siły rosyjskie wstrzymały się na odpoczynek i odzyskanie zdolności bojowych. Mimo że ograniczona ofensywa lądowa oraz ciągły ostrzał i bombardowania nadal trwały, to większość sił rosyjskich zaczęła umacniać pozycje i uzupełniać zaopatrzenie przed kolejną dużą ofensywą w nadchodzących tygodniach lub miesiącach. Ponadto Wojska rosyjskie ostrzelały miejscowości na południe od Barwinkowego, przygotowując grunt pod atak w kierunku Słowiańska i Kramatorska. Rosjanie poczynili też nieznaczne postępy na południowy zachód od Siewierska, kontynuowali ataki na południe i wschód od Bachmutu oraz przeprowadzili ograniczony i nieskuteczny atak na północ od Charkowa. Z kolei ukraińscy partyzanci w dalszym ciągu atakowali kontrolowane przez Rosjan linie kolejowe w okolicach Melitopola. Natomiast obwody rosyjskie kontynuowały tworzenie własnych doraźnych jednostek ochotniczych w celu zrekompensowania strat kadrowych.

### 8 lipca

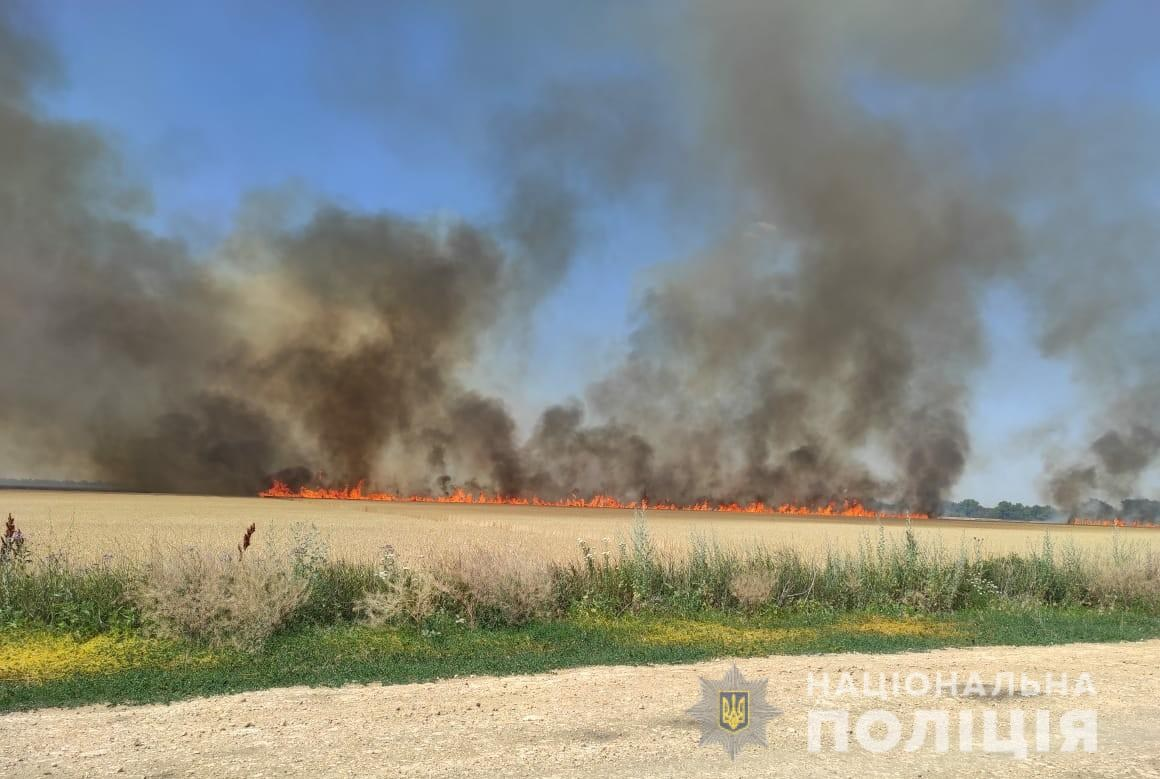
Płonące pola w obwodzie chersońskim po rosyjskim ostrzale

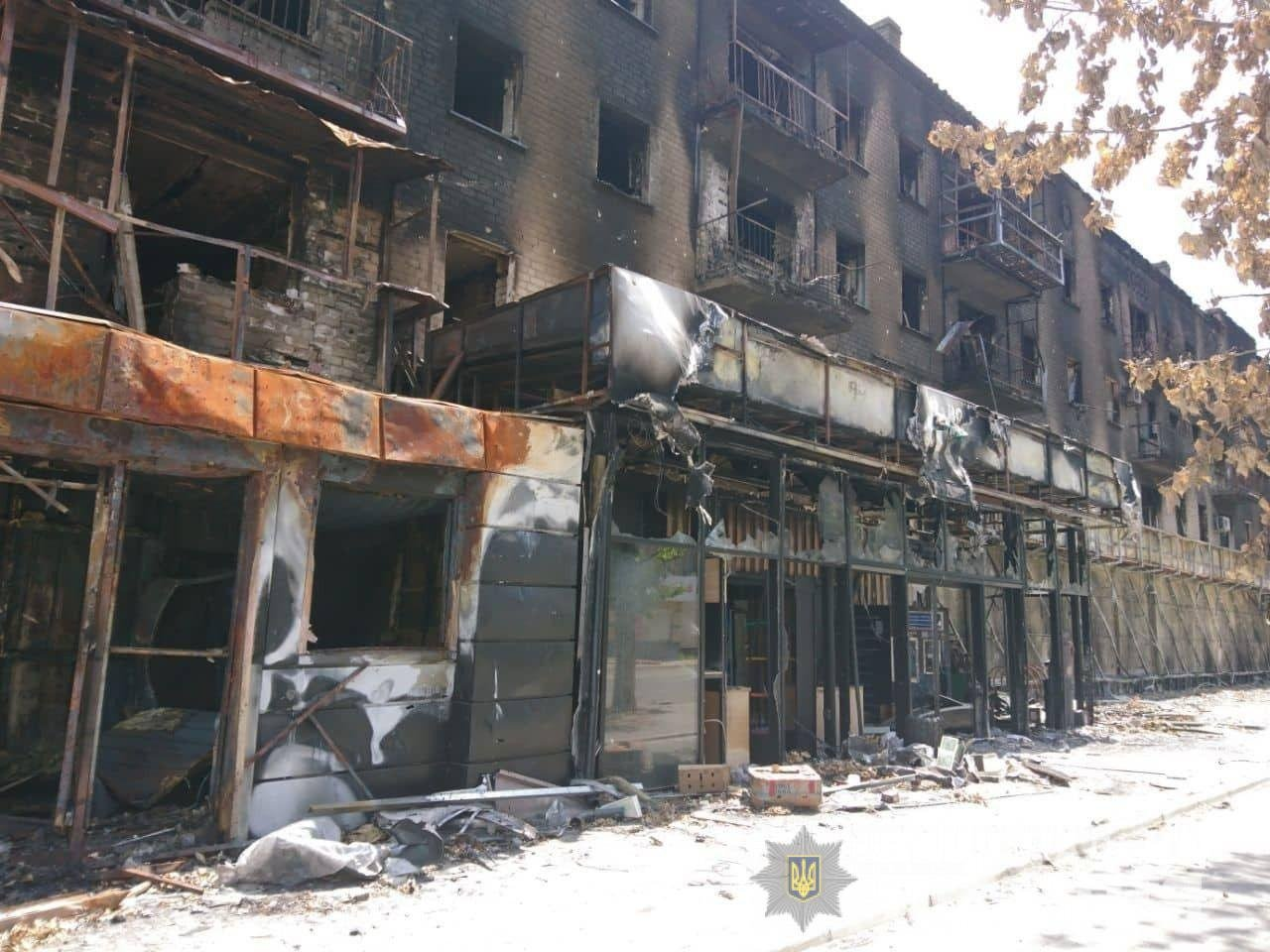
Zniszczona infrastruktura w obwodzie ługańskim w wyniku rosyjskiego ostrzału

Sztab Generalny podał, że Rosjanie ostrzeliwali Charków i kilkanaście miejscowości, w tym Petriwkę i Koroboczkyne. W rejonie Dementijiwki Ukraińcy odparli atak sił rosyjskich i zmusili ich do wycofania się. Na kierunku słowiańskim żołnierze rosyjscy ostrzelali z artylerii i moździerzy okolice kilku wsi, w tym Mazaniwki i Krasnopola. Ponadto powstrzymani rosyjskie ataki w okolicy Bohorodycznego. Na kierunku kramatorskim Rosjanie ostrzelali infrastrukturę wojskową i cywilną w rejonie Siewierska i Słowiańska. Z kolei siły ukraińskie zaatakowały pozycje rosyjskie w okolicach Werchniokamjanskiego, zmuszając Rosjan do wycofania się. Na kierunku bachmuckim wojska rosyjskie ostrzelały pozycje Ukraińców w okolicy m.in. Nju-Jork i próbowały atakować w pobliżu Spirnego i Iwano-Darjiwki, jednak doznały strat i wycofały się. Rosjanie próbowali także nacierać w okolicach Wełyke Artakowe w obwodzie mikołajowskim, jednak zostali odparci. W późniejszym czasie SG stwierdził, że Rosjanie chcieli przejąć kontrolę nad elektrownią Wuhłehirską, znajdującą się w Switłodarśku, jednak siły ukraińskie zapobiegły temu. Na kierunkach awdijiwskim, kurachowskim i nowopawliwskim dochodziło do ostrzałów z obu stron wzdłuż linii frontu. Na kierunku słowiańskim Rosjanie prowadzili ostrzały artyleryjskie w pobliżu Dibrownego, Bohorodycznego i Adamiwki. Na kierunku Kramatorska wojska rosyjskie atakowały w rejonie Hryhoriwki. W obwodzie charkowskim, Rosjanie „prowadzili obronę zajętych wcześniej odcinków” i ostrzeliwali z czołgów i artylerii rejony na wschód od Charkowa. Pod ostrzałem znalazła się również infrastruktura wojskowa i cywilna na pograniczu obwodu mikołajowskiego, dniepropietrowskiego i chersońskiego.
Ministerstwo Obrony Wielkiej Brytanii poinformowało, że Rosja ściągała siły rezerwowe z całego kraju i gromadziła je w pobliżu Ukrainy na potrzeby przyszłych operacji, jednak duża część nowych jednostek prawdopodobnie używała jako środka transportu pojazdów opancerzonych MT-LB, zaprojektowanych w latach 50. oraz posiadających ograniczone opancerzenie i uzbrojenie.
Według ISW w czasie przerwy operacyjnej w Donbasie Rosjanie kontynuowali mniejsze operacje i przygotowywali się do rozpoczęcia ofensywy na dużą skalę. Z kolei „zakończenie przerwy może być stopniowe i trudne do dostrzeżenia od razu”. Siły rosyjskie prowadziły ograniczone operacje ofensywne na północ od Słowiańska i próbowali atakować w kierunku Siewierska od strony Lisiczańska, jednak nie odnotowali postępów. Prowadzili też uderzenia w kierunku Bachmutu, a w obwodzie charkowskim starali się powstrzymać ukraińskie kontrataki. Na południu Ukrainy siły rosyjskie kontynuowały ataki na wsie wzdłuż granicy obwodu chersońsko–mikołajowskiego i –dnipropietrowskiego, aby odzyskać utracone pozycje. Z kolei OSW podało, że Ukraińcy odparli atak w Dementijiwce, Kozaczej Łopani i Sosniwce w obwodzie charkowskim; działania na tym odcinku były próbą wiązania sił ukraińskich w celu polepszenia pozycji do dalszego ataku w obwodzie donieckim. Priorytetem dla Rosjan było natarcie na Słowiańsk, realizowane z kierunków północno-zachodniego, północnego i wschodniego. Ponadto siły rosyjskie kontynuowały atak na Bachmut z kierunków północno- i południowo-wschodniego. Pod zmasowanym ostrzałem artyleryjskim i lotniczym znalazła się większość obszaru w okolicach Słowiańska, Kramatorska i Bachmutu. Walki toczyły się na całej linii frontu w rejonie Awdijiwki, Kurachowego, Nowopawliwki. Rosjanie kontynuowali również ostrzał Charkowa, a także obszarów przygranicznych w obwodach czernihowskim i sumskim. Na południu kraju w obwodach mikołajowskim i chersońskim sytuacja nie uległa znaczącym zmianom, gdzie siły rosyjskie ostrzeliwały pozycje ukraińskie i utrzymywały swoje pozycje. Ponadto Rosjanie dokonali uderzeń rakietowych w obwodach zaporoskim, mikołajowskim i dniepropetrowskim.

### 9 lipca
Według SG Ukrainy na kierunku słowiańskim Rosjanie użyli artylerii w celu podjęcia próby przesunięcia się w kierunku Izium–Słowiańsk, a lotnictwo atakowało okolice Czepili i Bohorodycznego. Siły ukraińskie odparły ataki na kierunkach Dowhenke–Kransopole i Pasika–Dołyna, zmuszając siły rosyjskie do wycofania się. Na kierunku donieckim Rosjanie ostrzelali pozycje ukraińskie i miejscowości w pobliżu linii frontu, z kolei Ukraińcy powstrzymali próbę ataku w kierunku Zołotariwka–Werchniokamjanske. Na kierunku awdijiwskim, kurachowskim, nowopawliwskim i zaporoskim Rosjanie ostrzelali pozycje ukraińskie oraz próbowali atakować w kierunku Jasynuwata–Awdijiwka. Powstrzymano także próbę przesunięcia się sił rosyjskich w okolicach Marjinki. Na kierunku charkowskim Rosjanie próbowali podejść pod Charków, atakując z kierunku Koczubejiwka–Dementijiwka, jednak zostali zmuszeni do odwrotu przez siły ukraińskie. Później Sztab podał, że na kierunku słowiańskim siły rosyjskie ostrzelały okolice 10 miejscowości, w tym Dołyny, Mazaniwki, Bohorodycznego, Andrijiwki i Krasnopola. Na kierunku siewierskim Rosjanie ostrzelali pięć miejscowości, m.in. Wołodymyriwkę i Wolfyne w obwodzie sumskim oraz Wowkiwkę w obwodzie charkowskim. Na kierunku charkowskim siły rosyjskie skupiały się na powstrzymywaniu sił ukraińskich; ostrzelano okolice Charkowa i wiele innych miejscowości. Na kierunku kramatorskim Rosjanie ostrzelali Siewiersk i Biłohoriwkę oraz zaatakowali lotnictwem okolice Słowiańska i Serebrianki. Na kierunku bachmuckim ostrzały koncentrowały na miejscowościach Pokrowske i Wesełe. Na kierunkach awdijiwskim, kurachowskim, nowopawliwskim i zaporoskim ostrzelano Marjinkę, Awdijiwkę, Wuhłedar, Hulajpołe i Orichiw. Z kolei Ukraińcy przeprowadziły dwa ataki na rosyjskie punkty dowodzenia, skupiska sprzętu wojskowego i magazyny amunicji w okolicy Czornobajiwki. Ponadto władze ukraińskie ostrzegły ludność cywilną w regionie Chersonia, aby przygotowała się do nadchodzących walk i w miarę możliwości uzupełniła zapasy lub opuściła ten obszar.

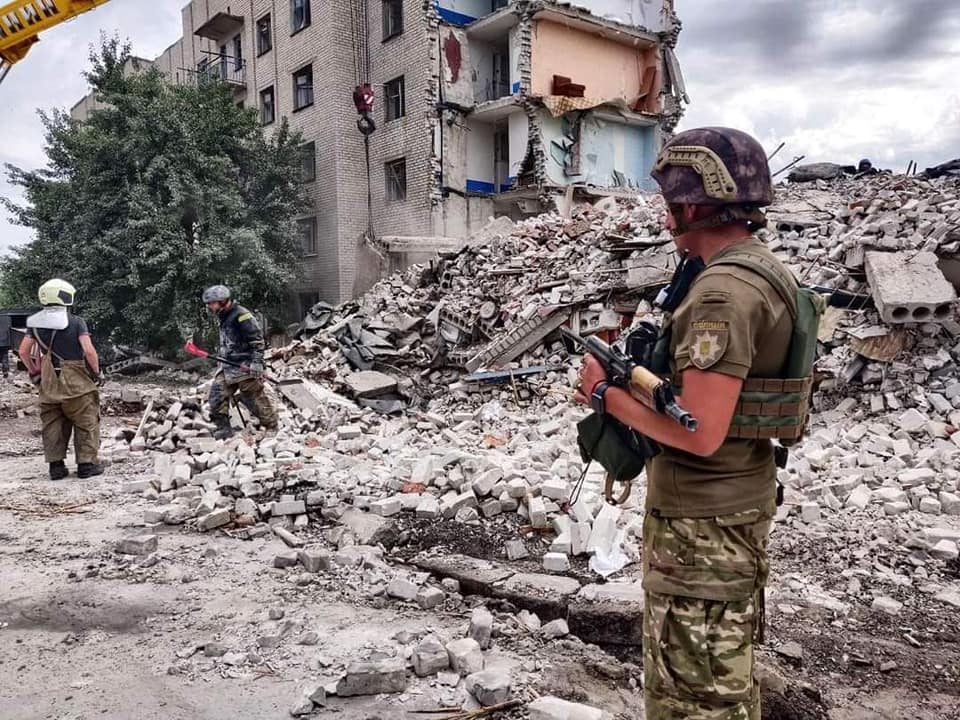
Czasiw Jar w obwodzie donieckim po ataku rakietowym

Co najmniej 30 osób zginęło w pięciopiętrowym budynku mieszkalnym w Czasiw Jar, ostrzelanym przez rosyjskie wyrzutnie rakiet BM-27 Uragan.
Brytyjskie Ministerstwo Obrony podało, że artyleria Rosjan kontynuowała ostrzał obszaru Słowiańska z okolic Iziumu na północy i z okolic Lisiczańska. Siły rosyjskie poczyniły niewielkie postępy w okolicach Popasnej. Ostrzał z Izium koncentrował się wzdłuż głównej drogi E40, która łączy Donieck z Charkowem; kontrola nad tą drogą będzie prawdopodobnie ważnym celem dla Rosji. Według ISW Rosja zamierza zaanektować część, a może nawet całość obwodu charkowskiego. Prorosyjskie władze okupacyjne pokazały nową flagę z rosyjskim dwugłowym orłem cesarskim i symbolami z XVIII-wiecznego herbu Charkowa. Według szefa władz okupacyjnych są one „symbolem historycznych korzeni obwodu charkowskiego jako nierozłącznej części ziemi rosyjskiej”. Według Instytutu szybkie tempo stworzenia w części okupowanego obwodu „cywilnej administracji” i wprowadzenia tam „stanu wojennego” świadczyło o tym, że Rosja intensywnie starała się zalegitymizować i skonsolidować okupacyjną „administrację”. Ponadto Rosjanie kontynuowali nieudane ataki na północny zachód od Słowiańska i prowadziły operacje na wschód od Siewerska z rejonu Lisiczańska. Siły rosyjskie kontynuowały również lokalne ataki na północny zachód od Charkowa, prawdopodobnie w celu obrony swoich linii komunikacyjnych w tym regionie. Ponadto Rosjanie nadal mieli problemy z niedoborem personelu i sprzętu, polegając na starych transporterach opancerzonych i rozpoczynając nowe kampanie rekrutacyjne.

### 10 lipca
Sztab Generalny Ukrainy podał, że odparto dwa ataki w obwodzie donieckim w kierunku miejscowości Mazaniwka i Nowoseliwka Druha, zmuszając Rosjan do wycofania się. Przeprowadzono również ostrzały kilkunastu miejscowości na kierunku Słowiańska oraz na kierunku Bachmutu w rejonie Berestowego, Kurdjumiwki i Iwano-Darjiwki. Poza Donbasem ciężko ostrzelano obwód charkowski, gdzie użyto czołgów, artylerii lufowej i rakietowej. Wiele miejscowości w obwodzie sumskim i czernihowskim również znalazło się pod ostrzałem. Później SG poinformował o odparciu rosyjskiego ataku pod Krasnopillą na północ od Słowiańska i nieudanej próbie ataku w rejonie Marjinki na południowy zachód od Doniecka. Odnotowano także „oznaki przygotowań pododdziałów rosyjskich do aktywizacji działań bojowych na kierunkach kramatorskim i bachmuckim”. Na północny zachód od Doniecka Rosjanie próbowali poprawić swoje położenie taktyczne oraz kontynuowali ostrzał pozycji ukraińskich wzdłuż linii frontu w Donbasie z wykorzystaniem artylerii lufowej i rakietowej, a także lotnictwa. Na południu Ukrainy siły rosyjskie koncentrowały się na niedopuszczeniu do natarcia SZ Ukrainy.
Według brytyjskiego MON siły rosyjskie kontynuowały ostrzał artyleryjski w północnym Donbasie, jednak bez większych rezultatów. Z kolei Ukraińcy kontynuowali ataki na rosyjskie pozycje na północnym wschodzie obwodu chersońskiego. Z kolei ISW podało, że Rosjanie przeprowadzali przerwę operacyjną na całym teatrze działań wojennych i angażowali się jedynie w ograniczone operacje mające na celu stworzenie warunków dla przyszłych ofensyw. Wojska rosyjskie nasiliły ataki rakietowe i artyleryjskie na północny zachód od Bachmutu, chcąc odciąć miasto od kluczowych linii komunikacyjnych. Rosjanie przeprowadzili także ograniczony i nieudany atak na północ od Doniecka. Ponadto rosyjskie dowództwo wojskowe w dalszym ciągu formowało jednostki złożone z ochotników i osób zwerbowanych przez prywatne firmy wojskowe. W ich skład wchodzili m.in. przestępcy oraz mężczyźni w wieku przekraczającym górną granicę dla tradycyjnego poboru.

### 11 lipca

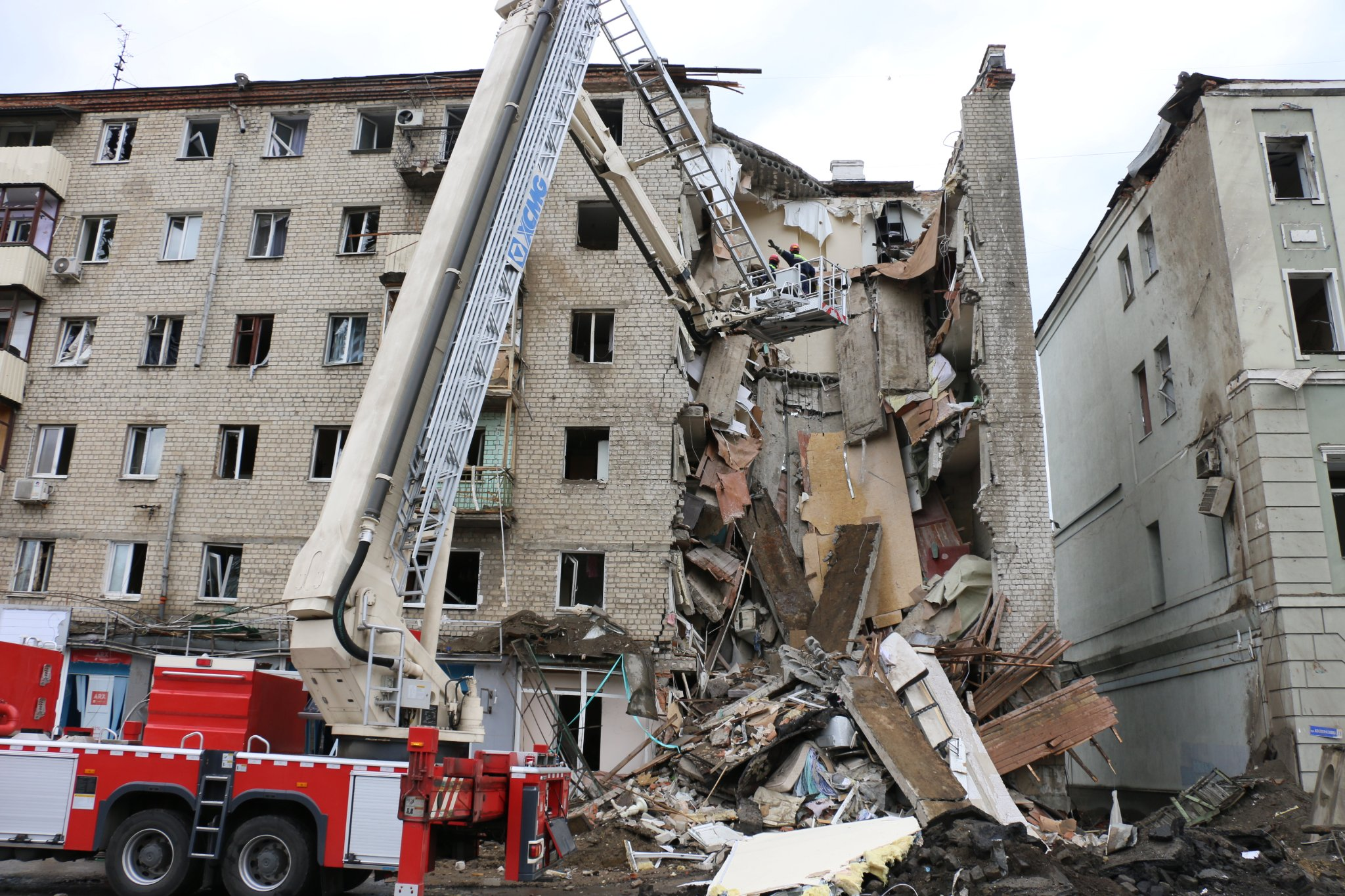
Usuwanie uszkodzonych konstrukcji i gruzu z budynku mieszkalnego w Charkowie po rosyjskim ostrzale

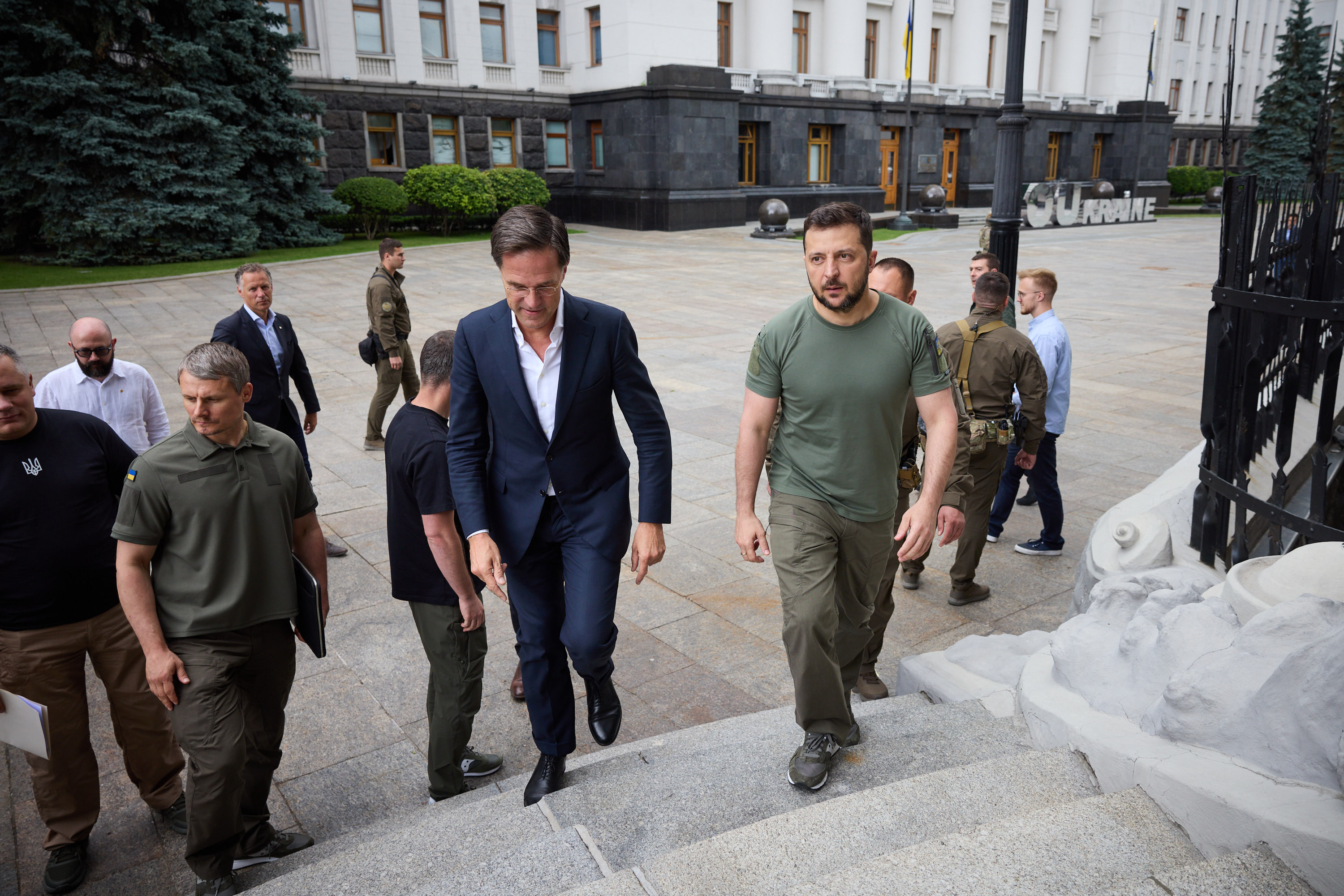
Spotkanie prezydenta Zełenskiego z premierem Holandii Markiem Rutte

Według SG Ukrainy siły rosyjskie koncentrowały się „przejęciu ostatecznej kontroli” nad obwodem ługańskim, próbach okrążenia sił ukraińskich w obwodzie donieckim oraz na utrzymaniu korytarza lądowego z anektowanym Krymem. Ukraińcy powstrzymali atak Rosjan na kierunku Krasnopola oraz zmusili ich do ucieczki podczas podjętej przez nich ofensywy w kierunku Marjinki. Dodano również, że w rosyjskim wojsku coraz częściej dochodzi do przypadków dezercji i jawnego niepodporządkowywania się dowództwu. W późniejszym czasie Sztab podał, że siły ukraińskie „ostro zdławiły” próbę ataku Rosjan w kierunku Dementijiwki. Odparto również siły rosyjskie na kierunku słowiańskim, gdzie kontynuowały działania szturmowe w celu polepszenia pozycji taktycznej w okolicach Mazaniwki, Iwaniwki i Dołyny. Ponadto ukraińskie lotnictwo, artyleria i siły rakietowe kontynuowały ataki na magazyny amunicji, miejsca koncentracji żołnierzy i sprzętu wojskowego armii rosyjskiej. Rosjanie prowadzili ostrzały na pozycje ukraińskie m.in. na kierunku bachmuckim i nowopawłowskim oraz wykorzystywali lotnictwo i prowadzili prace fortyfikacyjne. W opinii brytyjskiego Ministerstwa Obrony Rosjanie kontynuowali stopniowe postępy w obwodzie donieckim, z kolei Rosja stwierdziła, że przejęła kontrolę nad Hryhoriwką. Siły rosyjskie kontynuowały także atak wzdłuż drogi E-40 w kierunku Słowiańska i Kramatorska oraz „utrzymywały presję militarną na siły ukraińskie, jednocześnie przegrupowując się i przygotowując do kolejnych ofensyw w najbliższej przyszłości”.
Ukraiński rzecznik praw obywatelskich Oleh Kotenko, stwierdził, że od początku wojny zaginęło 7200 ukraińskich pracowników, rewidując poprzednie twierdzenie o 2000 zaginionych. Wyraził nadzieję, że ten personel, do którego należą „Gwardia Narodowa, Straż Graniczna i Służba Bezpieczeństwa”, może wrócić na Ukrainę w drodze wymiany więźniów z Rosją. Ukraina planuje również mieć milionową armię, jednak eksperci uważali to za bardziej „okrzyk bojowy” niż rzeczywisty plan wojskowy.
ISW podał, że ukraińscy partyzanci atakowali władze okupacyjne na zajętych terenach; według źródeł ukraińskich zabito kolaborującego z Rosją Jewhenija Junakowa, zarządcę wsi Wełykyj Burłuk. Rosjanie przeprowadzili ograniczone i nieudane ataki na północny zachód od Słowiańska i na zachód od Doniecka oraz prowadzili ataki artyleryjskie i powietrzne w okolicach Siewierska i Bachmutu. Siły rosyjskie dokonały również lokalnych ataków na północny zachód od Charkowa. Na południu Ukrainy Rosjanie koncentrowali się na operacjach obronnych. Ponadto w ocenie Instytutu prezydent Białorusi Alaksandr Łukaszenka nadal zezwala Rosji na dostęp do białoruskiej przestrzeni powietrznej, aby wyrazić poparcie dla prezydenta Putina bez narażania się na konsekwencje bezpośredniego zaangażowania wojsk białoruskich na Ukrainie. Według OSW Rosjanie ostrzeliwali tereny graniczne w obwodach czernihowskim, sumskim i charkowskim. Ukraińcy skutecznie powstrzymali atak w obwodzie charkowskim na linii Koczubejiwka – Dementijiwka. Ciężkie walki toczyły się na granicy obwodów charkowskiego i donieckiego na trasie z Iziumu do Słowiańska. Siłom ukraińskim udało się odeprzeć atak na linii Dowheńke–Pasika i Krasnopilla–Dołyna, a Rosjanie dokonali masowych ostrzałów i bombardowań okolicznych wsi, a także Słowiańska i sąsiednich miejscowości. Ciężkich ostrzałów artyleryjskich i rakietowych Rosjanie dokonali także na południe od Kramatorska w rejonie Awdijiwki, Kurachowego i Nowopawliwki. Z kolei Ukraińcy powstrzymali siły rosyjskie na linii Awdijiwka–Jasynuwata i w Marjince. Na południu Rosjanie koncentrowali się na ostrzale pozycji ukraińskich na całej linii frontu wzdłuż granic obwodów chersońskiego z mikołajowskim i dniepropetrowskim. Siły ukraińskie powstrzymały również atak grup dywersyjno-wywiadowczych w rejonie Olhynego i Kniaziwki, uszkodzono punkt dowódczy artylerii i obiekt dowództwa Rosgwardii.

### 12 lipca
Sztab Ukrainy podał, że Rosjanie atakowali w celu zajęcia lepszych pozycji w okolicy Krasnopilli, Dowheńke, Mazaniwki i Iwaniwki w obwodzie donieckim, jednak siły ukraińskie odparły ataki, zadając duże straty i zmuszając Rosjan do wycofania się. Rosyjska artyleria ostrzeliwała miejscowości Starekowo i Nowa Słoboda w obwodzie sumskim oraz Mikołajówkę i Karpowicze w obwodzie czernihowskim. W okolicach rzeki Boh siły rosyjskie koncentrowały się na utrzymaniu zajętych terenów oraz prowadziły ostrzał okolic Ołeksandriwki, Nowej Zorii, Osokoriwki, Wełyki Kostromki, Murachiwki, Lubomyriwki i innych wsi na południu kraju. W obwodzie charkowskim oraz w okolicach Słowiańska również ostrzelano wiele miejscowości. Później SG poinformował, że w 24h ostrzelano m.in. Charków i pobliskie osiedla, a także miejscowości w okolicach Kramatorska i Bachmutu. Rosjanie przeprowadzili również kilka nalotów, głównie na miejscowości w okolicach Doniecka. Z kolei w obwodzie chersońskim ostrzał artyleryjski ze strony sił rosyjskich zapobiegł przegrupowaniu się Ukraińców. Rosyjskie pociski i rakiety trafiły w miejscowości Kyseliwka, Nowogrigoriwka i Mikołajów. Zaobserwowano również ruchy wojsk białoruskich, stacjonujących na granicy ukraińsko–białoruskiej.
Ukraiński rzecznik obwodu odeskiego Serhij Bratchuk, stwierdził, że 10 lipca podczas uderzenia rakietą HIMARS pod Chersoniem zginął szef sztabu 22. Korpusu Armii Federacji Rosyjskiej, generał major Artem Nasbulin. Ukraina podała również, że w tym samym ataku wielu oficerów, m.in. pięciu pułkowników. Następnie siły rosyjskie potwierdziły ostrzał, jednak zaprzeczono doniesieniom o śmierci oficerów, twierdząc, że rakieta trafiła w magazyn zawierający chemikalia, które następnie eksplodowały.
Według ISW wojska rosyjskie w dalszym ciągu miały przerwę operacyjną, w czasie której przegrupowywały się i starały odzyskać wyczerpane siły; nie ogłoszono również żadnych zdobyczy terytorialnych. Rosjanie prowadzili ograniczone i nieudane ataki lądowe na północ od Słowiańska i na wschód od Siewierska oraz kontynuowali ataki powietrzne i artyleryjskie wokół Bachmutu i Awdijiwki. Próbowali również przeprowadzić wiele nieudanych ataków lądowych na północ od Charkowa. Z kolei siły ukraińskie w dalszym ciągu atakowały rosyjską infrastrukturę wojskową na zajętych terenach na południu kraju; ukraińskie Dowództwo Operacyjne Południe poinformowało o zniszczeniu składów amunicji w miejscowościach Nowa Kachowka i Czariwne. Rosjanie przeprowadzili także prowokacyjny atak na elektrownię atomową w Enerhodarze, próbując oskarżyć o to Ukraińców.

### 13 lipca
SG Ukrainy poinformował, że powstrzymano ataki wojsk rosyjskich w okolicach Dementijiwki oraz Iwaniwki i Dołyny w obwodzie donieckim. Na kierunku charkowskim Rosjanie ostrzelali liczne miejscowości, w tym Charków, Słatyne, Petriwkę i Korobotkyne. Na kierunku słowiańskim wojska rosyjskie ostrzelały kilkanaście wsi, m.in. Dołynę, Mazaniwkę i Husariwkę. Atakowano też miejscowości na kierunku bachmuckim, w tym Biłohoriwkę, Sołedar i Bachmut. Ukraińcy udaremnili wszystkie ataki rosyjskie w okolicach m.in. Jakowliwki i Werszyny. Rosjanie kontynuowali także ostrzały na kierunkach awdijiwskim, kurachowskim, nowopawliwskim i zaporoskim, lecz na mniejszą skalę. Na kierunku południowobużańskim siły rosyjskie ostrzelały m.in. Ołeniwkę, Łucz i Osokoriwkę. Później podano, że siły ukraińskie odparły rosyjskie ataki w Donbasie w stronę Kurulki na północny zachód od Słowiańska oraz pod Kodemą i Werszyną na południowy wschód od Bachmutu. W okolicach Werchniokamjanske na wschód od Siewierska trwały walki. Rosjanie atakowali także na północ od okupowanego Doniecka w kierunku Kramatorska. Siły rosyjskie kontynuowały ostrzał pozycji ukraińskich i miejscowości wzdłuż linii frontu w Donbasie. Na kierunku charkowskim przeciwnik prowadził ostrzał szeregu miejscowości na północ od Charkowa. Na południu Ukrainy Rosjanie koncentrowali się na obronie, aby nie dopuścić do postępu sił ukraińskich. Według brytyjskiego Ministerstwa Obrony siły rosyjskie w Donbasie kontynuowały ataki artyleryjskie wzdłuż linii frontu. W ciągu ostatnich 72 godzin nie odnotowano żadnych znaczących postępów i Rosjanom groziła utrata impetu zbudowanego po zdobyciu Lisiczańska. Z kolei Ministerstwo Spraw Wewnętrznych ŁPR podało, że ich wojska i siły rosyjskie wkroczyły do Siewerska.
Droga między Melitopolem a Zaporożem została zamknięta przez Rosjan w celu uniemożliwienia miejscowej ludności opuszczenie strefy walk na południu Ukrainy. Z kolei ukraińskie władze poinformowały, że rosyjski ostrzał artyleryjski zniszczył szpital i kilka budynków mieszkalnych w rejonie Mikołajowa. Ostrzeł został potwierdzone przez stronę rosyjską, jednak celem miały być dwa stanowiska dowodzenia armii ukraińskiej.
Natomiast ISW podał, że władze rosyjskie, nie chcąc ogłaszać mobilizacji, prawdopodobnie zleciły lokalnym urzędnikom tworzenie batalionów ochotniczych w związku z wojną na Ukrainie. Według doniesień dziennikarzy i blogerów w Rosji rozpoczęto „mobilizację ochotników”, w wyniku czego „każdy region ma stworzyć przynajmniej jeden batalion ochotniczy”; jednostki powstają m.in. w Kraju Nadmorskim, Baszkirii, Czuwaszji, Czeczenii, Tatarstanie, w Moskwie, w Permie czy Niżnym Nowogrodzie. Instytut stwierdził, że Rosja może do końca sierpnia stworzyć siły o liczebności ok. 34 tys., jeśli każdy z regionów utworzy przynajmniej jeden 400-osobowy oddział. Ponadto Rosjanie przeprowadzili nieudane ataki na północ od Słowiańska i wokół Bachmutu oraz kontynuowali ataki powietrzne i artyleryjskie wokół Siewierska i na zachód od Doniecka. Siły rosyjskie prowadziły również ograniczone i nieudane ataki na północ od Charkowa. Rosjanie traktowali priorytetowo operacje obronne na południu kraju, ponieważ siły ukraińskie nadal atakowały składy z amunicją; dziewięć ukraińskich rakiet HIMARS uderzyło w rosyjską obronę powietrzną w Słowjanoserbśku i Ołeksandriwce na zachód od Ługańska.

### 14 lipca

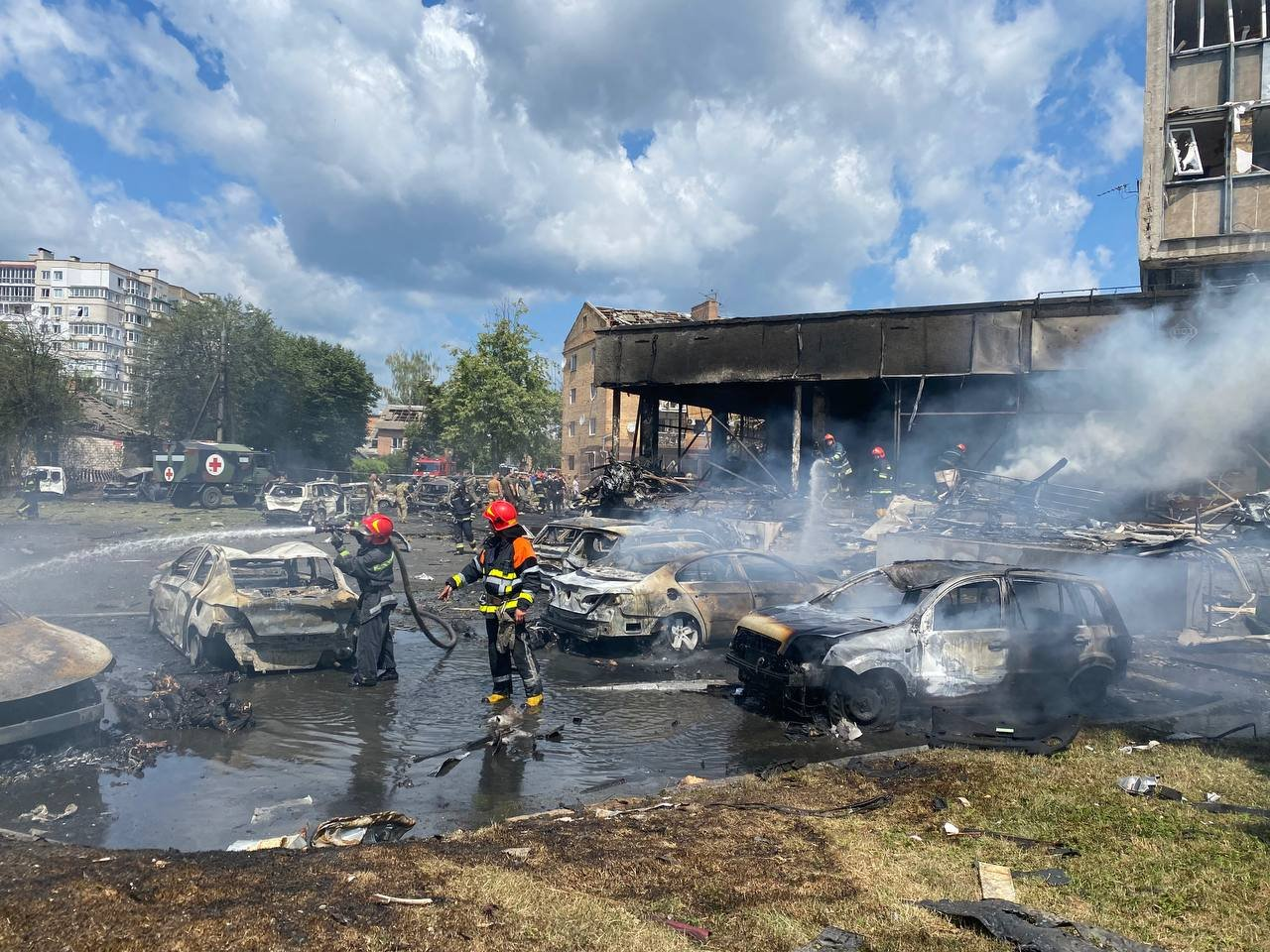
Winnica po ataku rakietowym

Według SG Ukrainy na kierunku słowiańskim Rosjanie ostrzelali m.in. Iwaniwkę, Barwinkowe i Konstantynówkę. Siły ukraińskie skutecznie powstrzymały rosyjski szturm na wieś Kurulki. Siły rosyjskie ostrzelały pozycje ukraińskie na całej linii frontu na kierunku donieckim, a także infrastrukturę cywilną w okolicach m.in. Nju-Jork, Sołedaru i Biłohoriwki. Wojska rosyjskie próbowały również atakować w okolicach Werchniokamjanskego i Kamjanki, jednak zostały zmuszone do wycofania. Na kierunku charkowskim Rosjanie usiłowali utrzymać swoje pozycje oraz ostrzelali kilka miejscowości, w tym Charków. Na kierunku południowobużańskim wojska rosyjskie ostrzelały wojskową i cywilną infrastrukturę niedaleko miejscowości Tawrijśke. Później Sztab podał, że Rosjanie przygotowywali się do ataku na Siewiersk oraz próbowali atakować w kierunku Sołedaru, Bachmutu i Słowiańska. Próbowali poprawić swoje położenie taktyczne i prowadzić ataki w stronę Słowiańska, a także zbliżyć się do Sołedaru i Bachmutu. Na linii frontu na wschód od Bachmutu Ukraińcy powstrzymali rosyjskie ataki w okolicach Kodemy i Biłohoriwki, a także próby zajęcia Spirnego i Werszyny. Ponadto siły rosyjskie kontynuowały ostrzał pozycji ukraińskich i miejscowości wzdłuż linii frontu w Donbasie. Z kolei brytyjskie MON poinformowało, że siły rosyjskie i separatystów w Donbasie stwierdziły, że wkroczyły na obrzeża Siewierska. Nie zostało to potwierdzone, jednak Rosjanie po ostrzale i próbnych atakach powoli posuwali się na zachód w kierunku miasta od strony Lisiczańska, aby otworzyć drogę na Słowiańsk i Kramatorsk. Następnym celem będzie prawdopodobnie Bachmut.
W wyniku ataku rakietowego na Winnicę zginęły co najmniej 23 osoby, a ponad 100 zostało rannych, w tym 50 ciężko; 40 osób uznano za zaginione. Według ukraińskich źródeł zniszczono lub poważnie uszkodzono placówkę medyczną oraz budynki mieszkalne i biurowe. Atak nastąpił z rosyjskiej łodzi podwodnej na Morzu Czarnym z wykorzystaniem trzech pocisków 3M-54 Kalibr. Z kolei prezydent Putin podpisał szereg ustaw, w tym ostatnie „specjalne środki ekonomiczne”, które obejmują zmuszanie prywatnych firm do przyjmowania kontraktów rządowych i umożliwienie rządowi rosyjskiemu „tymczasowej reaktywacji zdolności i obiektów mobilizacyjnych” przy „odblokowywaniu zasobów materialnych rezerw państwowych”. Rząd może również jednostronnie zmienić warunki pracy pracowników, takie jak zwiększenie przepracowanych godzin.
ISW podał, że Rosja kontynuowała kampanię systematycznych ataków na dzielnice mieszkalne ukraińskich miast, uderzając w Winnicę, Charków i Mikołajów. Na froncie nadal trwała rosyjska pauza operacyjna, połączona z ograniczonymi atakami na linii Słowiańsk – Siewiersk – Bachmut, jednak bez żadnych postępów. Siły rosyjskie kontynuowały ciężki ostrzał artyleryjski, rakietowy i lotniczy wzdłuż linii frontu. Według OSW ciężkie walki toczyły się na północ od Charkowa w rejonie Prudianki, Cupiwki, Wełyki Prochody i Dementijiwki, skąd Ukraińcy skutecznie odpierali ataki Rosjan. Siły rosyjskie kontynuowały ostrzały Charkowa, jak również obszarów obwodu charkowskiego i czernihowskiego. Rosjanie prowadzili również ostrzał miejscowości na wschód i południowy wschód od Iziumu oraz dążyli do opanowania drogi Izium–Słowiańsk w celu otoczenia Słowiańska od północnego zachodu. Po kilku dniach lżejszych walk na północnym wschodzie od Słowiańska siły rosyjskie wznowiły atak w kierunku Werchniokamjanśkego; celem operacji było przejęcie kontroli nad Siewierskiem, rozwinięcie uderzenia wzdłuż Dońca i otoczenie Słowiańska od północy i wschodu. Ponadto trwały ciężkie walki w miejscowościach na wschód od Bachmutu; Ukraińcy odparli ataki w Werszynie, Wesełej Dołynie, Pokrowśkem, Jakowliwce i Kodemie. Nasileniu uległ ostrzał artyleryjski i rakietowy pozostałej części obwodu donieckiego, będącego pod kontrolą sił ukraińskich, a także wzdłuż linii frontu w obwodach zaporoskim, dniepropetrowskim, chersońskim i mikołajowskim. Dokonano także ostrzałów rakietowych Odessy, Mikołajowa, Zaporoża i Winnicy. Z kolei Ukraińcy w ciągu trzech dni przeprowadzili precyzyjne ataki na kilkanaście baz wojskowych i magazynów broni, m.in. w Doniecku, Makiejewce, Gorłówce, Czornobajiwce, Tawrijśku, Czariwnem, Nowej Kachowce i Tokmaku.

### 15 lipca
Sztab Generalny Ukrainy podał, że na kierunku słobożańskim Rosjanie ostrzelali z artylerii okolice m.in. Charkowa, Zołocziwa, Nowomykołajiwki i wsi Bohorodyczne, gdzie siły ukraińskie odparły rosyjski atak. Na kierunku donieckim siły rosyjskie próbowały zająć nowe tereny i przejąć kontrolę na drogą Bachmut–Lisiczańsk, atakując przy użyciu artylerii i lotnictwa w okolicy Kramatorska, Biłohoriwki, Sołedaru i Bachmutu, jednakże Ukraińcy odparli te ataki. Na kierunku kurachowskim, nowopaliwskim i zaporoskim Rosjanie ostrzelali szereg miejscowości. Na kierunku siewierskim siły rosyjskie utrzymywały w obwodzie briańskim i kurskim do czterech batalionów taktycznych oraz ostrzelały pozycje ukraińskie w okolicy Kuczeriwki i Pokrowki w obwodzie sumskim. Pozycje ukraińskie były również ostrzeliwane na kierunku południowobużańskim. W późniejszym czasie SG poinformował o wznowieniu przez Rosjan ataku na Wuhłehirską Elektrownię Cieplną w Switłodarśku i podjęciu próby ataku ze Spirnego na wschód od Słowiańska. Jednak atak na kierunku Spirne–Iwano-Darjiwka został odparty. Powstrzymano również ataki na kierunkach Dołomitne–Nowołuhańske, Dołomitne–Semyhirja i Roty–Werszyna. Rosjanie kontynuują także ostrzał pozycji ukraińskich i miejscowości wzdłuż linii frontu w Donbаsie, na południu kraju oraz na północ i wschód od Charkowa.
Według brytyjskiego Ministerstwa Obrony działania ofensywne Rosjan miały ograniczony zakres i skalę, a walki na zachód od Lisiczańska koncentrowały się na Siewiersku i Bachmucie, odrzucając tym samym wcześniejsze twierdzenia Rosji, jakoby jej wojska wkroczyły na obrzeża Siewierska. Z kolei siły ukraińskie od czasu opuszczenia Lisiczańska skutecznie odpierały rosyjskie ataki dzięki skróceniu i wyprostowaniu linii obrony; pozwoliło to na koncentrację sił przeciwko zmniejszonym atakom rosyjskim i odegrało dużą rolę w zmniejszeniu impetu Rosjan. Z kolei ISW podało, że siły rosyjskie prawdopodobnie kończyły przerwę operacyjną i rozpoczęły ataki naziemne na północ od Słowiańska, na południowy wschód od Siewierska, wokół miasta Bachmut i na południowy zachód od Doniecka. Ataki prowadzone były na małą skalę i w większości nieskuteczne. Rosjanie kontynuowali obronę swoich pozycji w kierunku Charkowa, aby uniemożliwić siłom ukraińskim zbliżenie się do granicy z Rosją. W Mikołajowie doszło do ostrzału rakietowego na infrastrukturę mieszkalną, rekreacyjną i edukacyjną; według ukraińskich informacji trafiono m.in. w szkołę, w której według źródeł rosyjskich mieli przebywać członkowie Ukraińskiej Gwardii Narodowej. Według Instytutu ukraińskie ataki rakietowe z systemów HIMARS zraniły lub zabiły czterech rosyjskich zastępców dowódców 106. Dywizji Powietrznodesantowej, o czym informowano już kilka dni wcześniej.

### 16 lipca
Według SG Ukrainy siły rosyjskie próbowały przejąć kontrolę nad Wuhłehriską Elektrownią Cieplną, jednak zostały zmuszone do odwrotu. Rosjanie próbowali zająć Siewiersk i Bachmut, wykorzystując na linii frontu wszelkie możliwe środki. Ponadto ostrzelano wojskową i cywilną infrastrukturę w okolicach Ołeksandriwki, Sołedaru i Nju-Jork. Na kierunku słowiańskim siły rosyjskie ostrzelały Charków oraz m.in. Dementijiwkę, Iwaniwkę i Bohorodyczne. Na kierunkach awdijiwskim, nowopawliwskim i zaporoskim atakowano pozycje ukraińskie w okolicach Wuhłedaru i Wołodymyriwki. Na kierunku południowobużańskim Rosjanie ostrzelali linię frontu z artylerii i wyrzutni rakietowych. Przeprowadzili także ataki lotnicze w okolicach wsi Potiomkyne. Następnie Sztab podał, że na kierunku słowiańskim siły rosyjskie ostrzelały Mazaniwkę, Awdijiwkę i Krasnopole oraz atakowały infrastrukturę wojskową i cywilną. Rosjanie próbowali przebić się w kierunku Werchniokamjanki, jednak wobec oporu Ukraińców wycofały się. Na kierunku charkowskim siły rosyjskie próbowały utrzymać swoje pozycje, ostrzeliwując m.in. Petriwkę, Słatyne i Ruski Tyszky. Na kierunku bachmuckim ostrzelano pozycje ukraińskie w okolicach kilku wsi, w tym Berestowego i Biłohoriwki oraz przeprowadzono ataki rakietowo-lotnicze w okolicy Sołedaru, Pokrowskego i Switłodarska. Na kierunkach awdijiwskim, kurachowskim, nowopawliwskim i zaporoskim miały miejsce ostrzały pozycji ukraińskich.
Szef Centrum Zarządzania Obroną Narodową Rosji generał pułkownik Michaił Mizincew, stwierdził, że w ciągu ostatnich 24h „28 424 osób, w tym 5148 dzieci” zostało ewakuowanych z Donbasu i innych części Ukrainy do Rosji. W sumie od 24 lutego ewakuowano „2 612 747 osób, w tym 412 553 dzieci”. Władze ukraińskie nie były w żaden sposób zaangażowane w te ewakuacje, a zarówno amerykańscy, jak i ukraińscy urzędnicy określali je jako przymusowe deportacje. Według Ukrainy Rosjanie ostrzelali Dniepr od strony Morza Kaspijskiego pociskami z bombowców Tu-95, w wyniku czego zginęły co najmniej trzy osoby, a 15 zostało rannych po trafieniu w zakład przemysłowy i ruchliwą ulicę. Według Rosjan zniszczono zakłady produkcyjne części do rakiet Toczka-U.
W opinii brytyjskiego MON, ze względu na zapowiadaną ukraińską kontrofensywę, Rosja wzmacniała swoje pozycje obronne na całym okupowanym obszarze południowej Ukrainy; obejmowało to przemieszczanie personelu, sprzętu i magazynów wojskowych między Mariupolem a Zaporożem i w Chersoniu. Ponadto Rosjanie w Melitopolu zwiększyli środki bezpieczeństwa. Natomiast ISW poinformował, że wraz z zakończeniem przerwy operacyjnej minister obrony Siergiej Szojgu nakazał dowódcom grupy południowej (gen. Siergiejowi Surowikinowi) i centralnej (gen. Aleksandrowi Łapinowi), zintensyfikowanie ofensywy na wszystkich kierunkach, jednakże aktywność bojowa sił lądowych we wszystkich strefach walk była niewielka. Rosjanie przeprowadzili także ograniczone ataki wokół Siewierska i Bachmutu, a także ostrzelali infrastrukturę wojskową i cywilną na wschodniej Ukrainie. Ponadto rosyjskie władze dostrzegały zagrożenie ze strony ukraińskich partyzantów, w wyniku czego wzmocnili kontrolę administracyjną na zajętych terenach (m.in. w Melitopolu zwiększono obecność wojska i utworzono posterunki kontrolne, na których byli rewidowani cywile). Według Instytutu Ukraina odnotowała także duże sukcesy w zwalczaniu rosyjskich obiektów logistycznych i punktów dowodzenia (m.in. dzięki systemom HIMARS), co prawdopodobnie zmniejszyło zdolność sił rosyjskich do utrzymywania intensywnego ognia artyleryjskiego.

### 17 lipca
Sztab Generalny Ukrainy stwierdził, że odparto ataki rosyjskie na kierunku słowiańskim i bachmuckim. Wojsko rosyjskie chciało zająć miasto Siewiersk. Na południu kraju siły rosyjskie prowadziły rozpoznanie dronami. Z kolei siły ukraińskie kontynuowały przeprowadzanie ataków rakietowych i artyleryjskich na wyznaczonych kierunkach. Później podano, że trwały walki z Rosjanami w okolicy Hryhoriwki w pobliżu granicy obwodów ługańskiego i donieckieg. Ponadto w obwodzie donieckim Ukraińcy odparli ataki m.in. w okolicach Werchniokamjanskego, Spirnego, Serebrianki, Nowołuhanskego, Kamianki, Wuhłedaru i tamtejszej elektrowni.
Szef sztabu obrony Wielkiej Brytanii, admirał Sir Tony Radakin, stwierdził, że armia rosyjska straciła 50 tys. żołnierzy zabitych lub rannych oraz prawie 1700 czołgów i 4000 pojazdów bojowych, co stanowiło stratę ponad 30% sił lądowych Rosji; morale również było problemem dla rosyjskich żołnierzy.
Według ISW priorytetem sił rosyjskich było podejście do Siewierska i Bachmutu oraz obrona przed ukraińskimi kontratakami w obwodzie charkowskim i na południu kraju. Rosjanie stopniowo wznawiali ofensywę po przerwie operacyjnej i przeprowadzili ograniczone ataki lądowe w obwodzie donieckim. Starali się również przygotować grunt pod ofensywę na Słowiańsk, jednak nie przeprowadzili żadnych ataków na tym kierunku. Siły rosyjskie kontynuowały ograniczone ataki naziemne wokół Siewierska, Bachmutu i Doniecka oraz prowadziły ostrzał infrastruktury wojskowej i cywilnej w całym Donbasie oraz miejscowości pomiędzy Słowiańskiem a Iziumem. Rosjanie koncentrowali się również na defensywie na północ od Charkowa i wzdłuż frontu południowego. Z kolei rosyjskie władze na zajętych terenach na południu kraju wykorzystywali zagrożenie ze strony partyzantów do uzasadnienia zaostrzonej kontrolę nad tamtejszą ludnością.

### 18 lipca
Prezydent Wołodymyr Zełenski stwierdził, że Ukraina może zadać „znaczne straty” siłom rosyjskim dzięki broni z zachodu. Dowódca SZ Ukrainy Wałerij Załużny powiedział, że sytuacja na froncie była trudna i napięta, ale pod kontrolą. Według niego „ważnym czynnikiem sprzyjającym utrzymaniu pozycji i rubieży obrony przez stronę ukraińską, było dostarczenie w odpowiednim czasie wyrzutni M142 HIMARS”, które przeprowadzały precyzyjne ataki na wrogie punkty kontrolne, składy amunicji i paliwa. Z kolei siły rosyjskie wzmocniły swoją pozycję na południu Ukrainy. Armia ukraińska stwierdziła, że Rosjanie próbowali ukryć się „za ludnością cywilną”. Ponadto Ukraina podała, że odparto wielokrotne ataki sił rosyjskich w regionie Doniecka. Według brytyjskiego Ministerstwa Obrony siły rosyjskie stanęły przed „dylematem między rozmieszczeniem rezerw w Donbasie, a obroną przed ukraińskimi kontratakami w południowo-zachodnim sektorze Chersonia”, natomiast najbliższym deklarowanym celem politycznym Rosji było zajęcie całego obwodu donieckiego.
ISW podało, że priorytetem dla rosyjskich wojsk była próba zdobycia Siewierska i Bachmutu w obwodzie donieckim. Wydano również instrukcje dotyczące przede wszystkim niszczenia ukraińskich rakiet dalekiego zasięgu i systemów artyleryjskich. Rosjanie przeprowadzili szereg ataków lądowych na wschód od Siewierska i na południe od Bachmutu oraz zintensyfikowali wysiłki w celu podejścia w stronę Awdijiwki i przeprowadzili kilka ataków na ograniczoną skalę wzdłuż linii frontu pomiędzy tym miastem a Donieckiem. Z kolei władze rosyjskie kontynuowały integrację zajętych terenów z rosyjską gospodarką handlową. Instytut stwierdził również, że prezydent Władimir Putin zrzucił ciężar wojny z Ukrainą na mniejszości etniczne w celu uniknięcia mobilizacji etnicznych Rosjan, w wyniku czego mogło to spowodować wewnętrzne napięcia w regionach zamieszkanych przez mniejszości. Już wcześniej donoszono o rosnącym oporze wobec rosyjskiej rekrutacji nierosyjskich grup etnicznych na wschodzie kraju. W związku z tym władze rosyjskie, chcąc uniknąć ogólnej mobilizacji, zwłaszcza na terenach etnicznych Rosji, rekrutację przeprowadzali przede wszystkim w Czeczenii, Osetii Południowej, Tuwie, Tatarstanie, Baszkirii, Czuwaszji i innych republikach rosyjskich. Z kolei OSW poinformowało, że Rosjanie prowadzili ostrzał miejscowości w obwodach czernihowskim, sumskim i charkowskim; najcięższe ataki miały miejsce w Charkowie oraz na północ i wschód od miasta. Siły rosyjskie próbowały przejąć kontrolę nad drogą Izium – Słowiańsk od strony północno-zachodniej, dokonując ostrzałów pobliskich miejscowości. Ukraińcy odparli atak w rejonie Kurulki, a także w Bohorodycznem, na północ od Słowiańska. Rosjanie starali się również zdobyć dogodne pozycje do otoczenia Słowiańska od północnego wschodu. Walki toczyły się na linii Hryhoriwka – Werchniokamjanśke – Iwano – Darjiwka – Spirne. Rosjanie prowadzili też działania na trasie Lisiczańsk – Bachmut i na południe od Bachmutu w celu do otoczenia Słowiańska oraz zmuszenia sił ukraińskich do wycofania się w kierunku Kramatorska. Na południu kraju dokonano ostrzałów na całej linii frontu w obwodach zaporoskim, dniepropetrowskim, chersońskim i mikołajowskim. Rosjanie przeprowadzili także ataki rakietowe, m.in. na Zełenodolśk, Nikopol, Mikołajów, Odessę i Winnicę.

### 19 lipca
Według Sztabu Ukrainy siły rosyjskie prowadziły działania bojowe w stronę Bachmutu, aby stworzyć warunki do ataku na miasto oraz zajęcie Wuhłehirskiej Elektrowni Cieplnej. Rosjanie przeprowadzili ataki lotnicze na Berestowe, Jakowliwkę, Bachmut, Werszynę, Nju-Jork i Pokrowske, a także ostrzelali Biłohoriwkę i Sołedar. Ostrzeliwano też miejscowości na wschodzie Ukrainy; na kierunku charkowskim atakowano m.in. Cyrkuny, Dementijiwkę i Koroboczkyne, a na kierunku donieckim okolice Kramatorska, Siewierska i Werchniokamjanskego. Siły rosyjskie przeprowadziły również ostrzeł miejscowości na kierunkach awdijiwskim, nowopawliwskim i zaporoskim. W obwodzie czernihowskim ostrzeliwana była Mykołajiwka, a w obwodzie sumskim Wolfyne, Jastrubyne i Pawliwka. Na kierunku południowobużańskim Rosjanie prowadzili zwiad dronami. Trwały wzajemne ostrzały z artylerii i czołgów na linii frontu. Z kolei ukraińskie lotnictwo i oddziały rakietowo-artyleryjskie dokonywały udanych ataków na rosyjskie punkty dowodzenia i bazy logistyczne. Następnie gubernator obwodu briańskiego Aleksandr Bogomaz stwierdził, że wieś Nowe Jurkowicze została ostrzelana z terytorium Ukrainy, jednak nie było doniesień o ofiarach.
Brytyjski MON poinformował, że Rosja zrobiła minimalne postępy podczas ofensywy w Donbasie, a siły ukraińskie utrzymywały swoje linie obrony. Władze okupowanego Chersonia podały, że most Antonowski nad Dnieprem został trafiony przez siły ukraińskie; jest to jedna z dwóch przepraw drogowych, dzięki którym Rosja może zaopatrywać lub wycofywać swoje siły na zajętym przez siebie terenie na zachód od rzeki. Natomiast ISW, opierając się na analizie przeprowadzonej przez Radę Bezpieczeństwa Narodowego USA, podało, że Rosja będzie chciała bezprawnie zaanektować zajęte tereny w obwodach chersońskim, zaporoskim, donieckim i ługańskim już 11 września 2022 roku za pomocą sfałszowanych referendów, a następnie sięgnąć po groźby nuklearne w celu odstraszenia Ukrainy, wspieranej przez zachodnich sojuszników. Z kolei na froncie Rosjanie starali się wznowić działania ofensywne w kierunku Słowiańska, atakując na południowy wschód od Iziumu i wokół Barwinkowa. Siły rosyjskie kontynuowały także ataki na wschód od Siewierska i odniosły częściowy sukces podczas ataków na wschód od Bachmutu. Ponadto rosyjska administracja na zajętych terenach i organizacje separatystów poleciły siłom okupacyjnym podjęcie surowszych działań wobec podejrzanych o opór Ukraińców i udzieliły im upoważnienia m.in. do aresztowania i przeszukiwania.

### 20 lipca

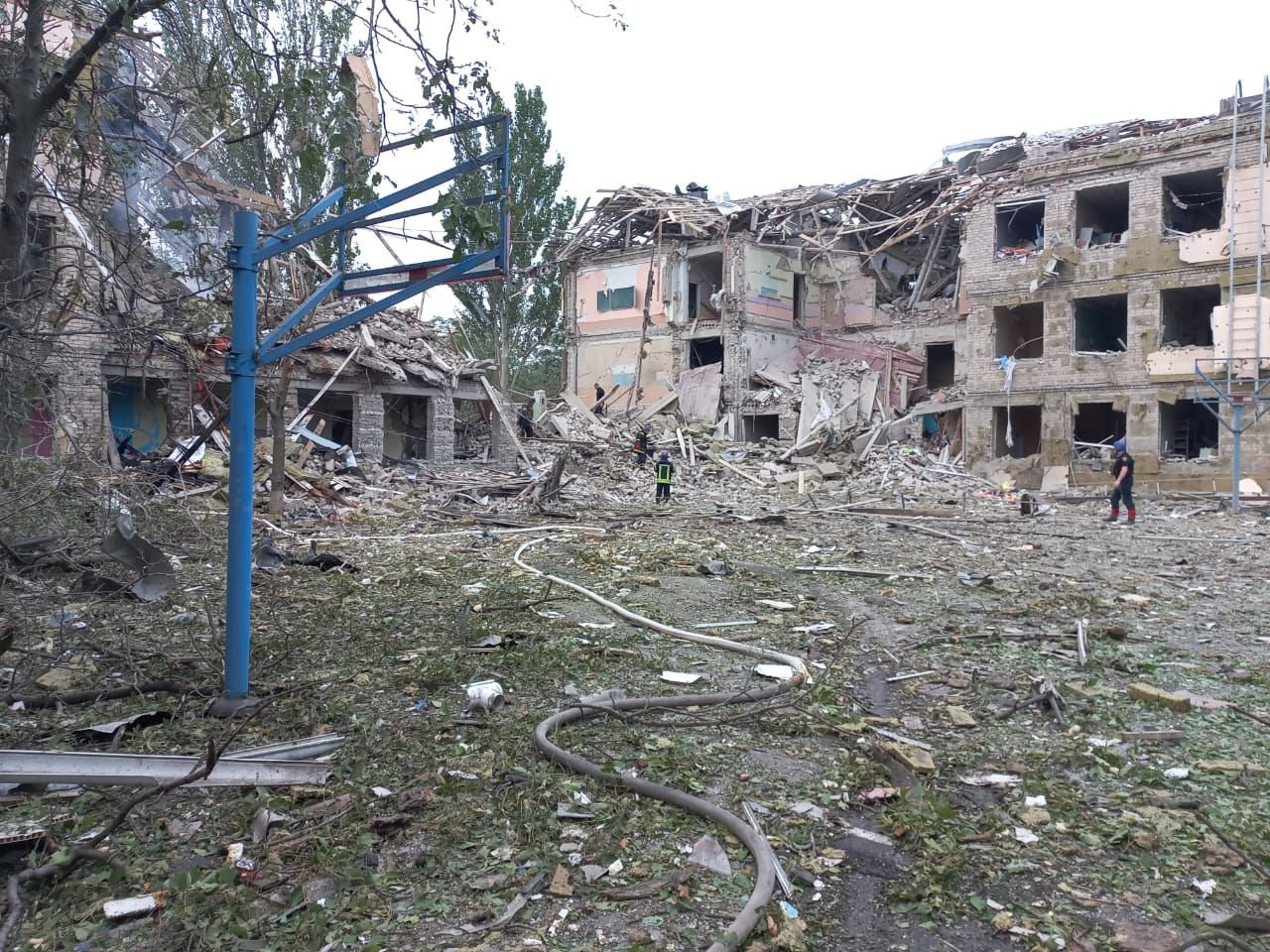
Szkoła w Kramatorsku po rosyjskim nocnym bombardowaniu

SG Ukrainy poinformował o trwających walkach z rosyjską armią na kierunku bachmuckim. Rosjanie próbowali stworzyć warunki do przejęcia kontroli nad Bachmutem i Wuhłehirską Elektrownią Cieplną oraz prowadzili ostrzały w okolicach Berestowego, Jakowliwki, Sołedaru, Bachmutskego, Kodemy, Majorska i Nju-Jork. Siły rosyjskie atakowały także w okolicy miejscowości Berestowe i elektrowni wuhłehirskiej. Podano również, że Ukraińcy zadawali straty armii rosyjskiej na wszystkich kierunkach działań zbrojnych. Później Sztab podał, że Rosjanie nadal prowadzili natarcie w kierunku Bachmutu i wułehirskiej elektrociepłowni, które zakończyło się niepowodzeniem. Na kierunku bachmuckim siły rosyjskie ostrzelały szereg miejscowości za pomocą artylerii i lotnictwa. Trwały walki w okolicach wsi Nowołuhańskie. Na północny wschód od Bachmutu w kierunku miasta Siewiersk Rosjanie atakowali w pobliżu wsi Iwano-Darjiwka. Ponadto Rosjanie dokonali ostrzałów miast i wsi na północy obwodu charkowskiego oraz w obwodach chersońskim, zaporoskim, dniepropietrowskim i mikołajowskim na południu kraju. Dowództwo „Południe” SZ Ukrainy donosiło o udanych atakach za pomocą lotnictwa i rakiet na rosyjskie pozycje; zniszczono m.in. sprzęt wojskowy, składy amunicji i punkt dowodzenia. Ponadto w rosyjskich nalotach na obwód doniecki i charkowski zginęło 18 osób, a 40 zostało rannych.
Amerykański przewodniczący Kolegium Połączonych Szefów Sztabów, generał Mark Milley, oszacował, że siły rosyjskie w ciągu ostatnich 90 dni powiększyły zajęte terytorium Donbasu o 9–16 km. Ponadto wystrzeliwali „dziesiątki tysięcy pocisków artyleryjskich” każdego dnia i nocy. Z kolei były ambasador w Rosji i obecny szef CIA, William Burns, stwierdził, że: „Istnieje wiele plotek na temat zdrowia prezydenta Putina, ale według naszej wiedzy jest on zbyt zdrowy”. Burns oszacował straty Rosjan na ok. 15 tys. zabitych i 45 tys. rannych. Straty Ukrainy były „trochę mniejsze”.
Brytyjskie Ministerstwo Obrony podało, że Rosjanie i separatyści kontynuowali ataki na mniejszą skalę wzdłuż linii frontu w Donbasie. Siły rosyjskie zbliżały się do drugiej co do wielkości ukraińskiej elektrowni w Wuhłehirśku, 50 km na północny wschód od Doniecka. Próbowali również przebić się pod miastem w celu odzyskania impetu na południowym odcinku w kierunku miast Kramatorsk i Słowiańsk. Według ISW ofensywa sił rosyjskich na wschodzie Ukrainy przyniosła jedynie niewielkie postępy w kierunku Słowiańska oraz w okolicach Siewierska i Bachmutu. Dodatkowo Rosjanie wytracali swoje siły w walce o niewielkie miejscowości w obwodzie donieckim. Z kolei szef MSZ Siergiej Ławrow potwierdził, że Rosja planowała zająć większe obszary Ukrainy, niż tylko Donbas. Ponadto siły rosyjskie ruszyły na północny wschód od autostrady E40 w Doniecku i dokonały niewielkich zdobyczy terytorialnych oraz prowadzili ograniczone ataki na północny zachód od Słowiańska i wokół regionu Donieck–Awdijiwka. Przeprowadzili również ataki na wschód od Siewierska i poczynili drobne postępy na północny wschód od Bachmutu. Natomiast ukraińscy partyzanci zaatakowali rosyjskie załogi w Zaporoskiej Elektrowni Jądrowej w zajętym Enerhodarze; Narodowe Centrum Oporu podało, że dziewięciu rosyjskich pracowników zostało rannych, a nieokreślona liczba zginęła podczas ataku. Z kolei siły ukraińskie drugi raz z rzędu przeprowadzili precyzyjny atak na most Antonowski na wschód od Chersonia, co było kluczowe dla rosyjskiej logistyki. Według Interfax, który powołał się na rosyjskich urzędników, niektóre rakiety zostały przechwycone, jednak 11 pocisków trafiło w most, poważnie go uszkadzając; nie mógł być już wykorzystywany do ruchu towarowego.

### 21 lipca
Według SG Ukrainy na kierunku kramatorskim Rosjanie prowadzili ataki lotnicze w okolicach Serebrianki i Spirnego oraz ostrzelali okolice Siewierska. Siły ukraińskie odparły szturm m.in. w kierunku Iwano-Darjiwki. Na kierunku bachmuckim siły rosyjskie przeprowadziły ataki lotnicze w okolicach Werszyny, Biłohoriwki, Kontantynówki i Berestowego oraz ostrzelały miejscowości w pobliżu Bachmutu i Sołedaru. Z kolei Ukraińcy udaremnili atak w stronę Kłynowego, Werszyny, Mironówki i Wuhłehirskiej Elektrowni Cieplnej. Rosjanie atakowali również na kierunkach awdijiwskim, nowopawliwskim i zaporoskim. Niepowodzeniem zakończyła się także próba rosyjskiego kontrataku w stronę wsi Suchy Stawok i Andrijiwka. Później Sztab oświadczył, że w pobliżu Elektrowni Cieplnej w Switłodarśku Rosjanie podejmowali próby szturmu i atakowali na wschód od Bachmutu. Odparto ataki na kierunkach Dołomitne–Nowołuhanske i Striapiwka–Sołedar, w wyniku czego siły rosyjskie poniosły straty. Walki toczyły się także na wschód od Siewierska, gdzie wojska rosyjskie atakowały na kierunku Werchniokamjanka–Werchniokamjanske. Rosjanie kontynuowali ostrzał pozycji ukraińskich i miejscowości na linii frontu w Donbаsie, a także na północy (Charków) i południu kraju. Ponadto siły ukraińskie prowadziły skuteczne ataki na cele na tyłach Rosjan. Ministerstwo Obrony Wielkiej Brytanii podało, że siły ukraińskie w Donbasie odpierały rosyjskie ataki na elektrownię w Wuhłehirsku, z kolei rosyjska artyleria koncentrowała się na obszarach wokół Kramatorska i Siewierska.
W ocenie ISW po zakończeniu przerwy operacyjnej tempo rosyjskiej armii nie zmieniło się znacząco. Rosjanie od 16 lipca kontynuowali ograniczone ataki na północny zachód od Słowiańska oraz na wschód Siewierska i na południe od Bachmutu, nie zdobywając jednak żadnego większego terytorium. Przeprowadzili również ograniczone i nieudane ataki na północ od Charkowa i w obwodzie chersońskim. Według Instytutu Rosja prawdopodobnie wykorzystała ok. 55–60% swoich rezerw broni precyzyjnej. Z kolei OSW poinformował, że Rosjanie kontynuowali ostrzał i próby przejęcia kontroli nad granicznymi obszarami obwodów czernihowskiego, sumskiego i charkowskiego. Ciężkie walki toczyły się na linii Pytomnyk–Udy. Siły rosyjskie nacierały także na zachód od Iziumu, natomiast cały obszar Bałaklija–Wełyka Komyszuwacha był pod ciągłym ostrzałem. Atakowali także w kierunku na Barwinkowe i próbowali otoczyć siły ukraińskie u podejścia do Słowiańska od północnego zachodu na drodze Izium–Słowiańsk. Rosjanie koncentrowali również wysiłki na zdobyciu dogodnych pozycji do natarcia na Słowiańsk od wschodu i południowego wschodu oraz próbowali atakować na zachód od Doniecka; trwały walki w rejonie Nowomychajliwki i Mykilśkego. Całość obszaru natarcia, od granicy obwodów ługańskiego i donieckiego na północy poprzez Słowiańsk, Kramatorsk, Bachmut, Torećk, Awdijiwkę, Kurachowe i Wuhłedar, była objęta ciężkim ostrzałem artyleryjskim i lotniczym. Podobnie było na południowym odcinku frontu, gdzie pozycje ukraińskie i większe miasta były nieustannie ostrzeliwane. Z kolei Ukraińcy dokonali ostrzału mostu Antonowskiego, łączącego miejscowość Oleszki z zajętym Chersoniem; uszkodzenie utrudniłoby logistykę wojskom rosyjskim i zmusiło je do korzystania z położonej 60 km dalej tamy przy elektrowni wodnej w Nowej Kachowce. Ponadto siły ukraińskie kontynuowały skuteczne ataki rakietowe na punkty dowodzenia oraz składy paliw i amunicji.

### 22 lipca
Sztab Ukrainy przekazał, że Rosjanie ostrzeliwali liczne miejscowości w obwodzie charkowskim, w tym Charków oraz Czuhujew, Petriwkę i Słatyne. Na kierunku słowiańskim siły rosyjskie ostrzelały 18 miejscowości, w tym Dołynę i Bohorodyczne, natomiast na kierunku kramatorskim m.in. Siewiersk i Kramatorsk. Wojska rosyjskie próbowały atakować w kierunku Werchniokamjanskiego i Iwano-Darjiwki, jednak zostały odparte przez Ukraińców i zmuszone do wycofania się. Na kierunku bachmuckim Rosjanie ostrzelali okolice m.in. Berestowego, Biłohoriwki i Sołedaru. Porażką zakończyła się także próba przesunięcia się w stronę wioski Pokrowske oraz próba zajęcia Wuhłehirksiej Elektrowni Cieplnej. Na północy kraju celem ostrzałów były wsie Kamjanska Słoboda i Mykołajiwka w obwodzie czernihowskim oraz Wolfyne w obwodzie sumskim. Na południu Ukraińcy powstrzymali rosyjski atak w kierunku wsi Wesełe i Wodiane w obwodzie zaporoskim. Niepowodzeniem zakończyły się też próby przesunięcia się sił rosyjskich w stronę Andrijiwki i Biłohoriwki. Później SG podał, że odparto atak Rosjan w pobliżu Elektrowni Cieplnej w Switłodarsku oraz szturm na kierunku kramatorskim w stronę miejscowości Werchniokamjanske i Siewierska. Z kolei ukraińskie artyleria, lotnictwo i siły rakietowe prowadziły udane uderzenia w rosyjskie punkty oporu i magazyny na określonych kierunkach.
Doradca ds. bezpieczeństwa narodowego USA Jake Sullivan stwierdził, że Rosja mierzyła się ze znaczącymi trudnościami, aby zgromadzić siły potrzebne do osiągnięcia swoich celów na Ukrainie. Dodał również, że Rosjanie spisywali się gorzej niż przewidywały to amerykańskie służby wywiadowcze; według niego była to zasługa bohaterstwa Ukraińców oraz wsparcia USA i Zachodu. Z kolei doradca prezydenta Ołeksij Arestowycz podał, że w obwodzie chersońskim została okrążona grupa Rosjan, stwierdzając: „Zajęliśmy miejscowości na prawo i lewo od Wysokopilli (...). Jest tam ponad 1 tys. żołnierzy z uzbrojeniem i sprzętem wojskowym. Są w taktycznym wycofaniu, podjęli próbę przebicia się, ale została ona powstrzymana przez nasz ogień. Zawrócili i są teraz w ¾ otoczeni z kontrolą ogniową jedynej drogi ucieczki”.
Brytyjski MON podał, że w ciągu ostatnich 48h trwały ciężkie walki w wyniku kontrofensywy sił ukraińskich w obwodzie chersońskim, na zachód od rzeki Dniepr. Rosjanie próbowali spowolnić atak używając artylerii wzdłuż naturalnej bariery, rzeki Ingulec. Ponadto linie zaopatrzeniowe sił rosyjskich na zachód od Dniepru były coraz bardziej narażone na przerwanie. Natomiast według ISW Rosjanie zaminowywali brzeg rzeki Ingulec w okolicach Snihuriwki w obwodzie mikołajowskim, co świadczyło o tym, że mogą szykować się do kontrataku sił ukraińskich na miasto. Siły rosyjskie przeprowadziły lokalne ataki w pobliżu granicy między obwodem mikołajowskim i chersońskim oraz atakowały na wschód od Siewierska oraz na wschód i południe od Bachmutu, a także bez powodzenia usiłowały posunąć się na północny zachód od Doniecka. Z kolei Ukraińcy prowadzili ograniczone walki pozycyjne na północ od Charkowa. Ponadto szef Donieckiej Republiki Ludowej Dienis Puszylin podpisał umowę o współpracy z przedstawicielami rosyjskich władz na okupowanych terenach obwodu charkowskiego, co wskazywało na zamiar zaanektowania tego regionu przez Rosję.

### 23 lipca
Według Sztabu Generalnego Ukrainy powstrzymano ataki Rosjan w rejonie miejscowości Werchniokamjanske na wschód od Siewierska, a także szturm na Wuhłehirską Elektrownię Cieplną na południowy wschód od Bachmutu. Siły rosyjskie próbowały atakować teren Elektrowni Cieplnej w Switłodarśku z różnych kierunków, jednak bez sukcesu i z poniesieniem strat. W obwodzie donieckim Rosjanie koncentrowali swoje działania na kierunku kramatorskim, ostrzeliwując miejscowości wokół Siewierska i Bachmutu, gdzie próbowali stworzyć sprzyjające warunki do kontynuowania ofensywy na miasto. Siły rosyjskie prowadziły ostrzał pozycji ukraińskich i miejscowości wzdłuż linii frontu w Donbаsie, a także na południu kraju i na północ i wschód od Charkowa. Szef władz obwodu ługańskiego Serhij Hajdaj podał, że siły ukraińskie zaatakowały sztab 6. pułku 2. korpusu armii rosyjskiej w Lisiczańsku, w wyniku czego zginęło 50 żołnierzy. Ponadto w pobliżu miasta Ukraińcy zaatakowali sachaliński oddział OMON; według doniesień zginęło co najmniej 12 osób.
Niecały dzień po podpisaniu porozumienia na eksport zboża z Ukrainą, Rosja wystrzeliła pociski Kalibr w port w Odessie. Według strony ukraińskiej dwa z czterech pocisków zostały przechwycone. Rosyjscy urzędnicy przekazali Turcji, że ich kraj „nie ma nic wspólnego” z tym atakiem rakietowym. Następnego dnia rzecznik Ministerstwa Obrony Rosji Igor Konaszenkow, potwierdził przeprowadzenia ataku, jednak stwierdził, że zniszczono ukraiński okręt wojenny i magazyn pocisków przeciwokrętowych Harpoon.
Z kolei ISW podało, że siły ukraińskie przygotowywały się do rozpoczęcia kontrofensywy lub już ją rozpoczęły w obwodzie chersońskim, okupowanym przez Rosjan na południu kraju. Według Instytutu pomiędzy linią frontu a Chersoniem, znajdują się tereny wiejskie z małymi miejscowościami, w wyniku czego informacje o ruchach wojsk i przejmowaniu kontroli nad danymi obszarami przez poszczególne armie nie są łatwo dostępne dla publicznej wiadomości. Deputowany chersońskiej rady obwodowej Serhij Chłań stwierdził, że siły ukraińskie przejęły kontrolę nad szeregiem miejscowości w obwodzie. Rosjanie wciąż prowadzili na ograniczone działania zwiadowcze na wschód od Bachmutu w obwodzie donieckim oraz ograniczone ataki na północny zachód od Słowiańska, na wschód od Siewierska i na południe od Bachmutu. Z kolei rosyjskie władze na zajętych terytoriach szykowały się do przeprowadzenia referendów aneksyjnych w celu włączenia tych obszarów do FR i podejmowali działania mające na celu odizolowanie okupowanych terenów od nierosyjskiej przestrzeni informacyjnej. Ponadto przywódca Republiki Czeczeńskiej Ramzan Kadyrow potwierdził, że generał pułkownik Siergiej Kuzowlew zastąpił generała armii Aleksandra Dwornikowa na stanowisku p.o. dowódcy Południowego Okręgu Wojskowego.

### 24 lipca
SG Ukrainy poinformował, że Rosjanie ponownie próbowali przejąć kontrolę nad Wuhłehirską Elektrownią Cieplną w obwodzie donieckim. Na kierunku słowiańskim wojsko rosyjskie chciało przejąć kontrolę nad miejscowością Bohorodyczne, jednak bez powodzenia. Na kierunku kramatorskim Ukraińcy odparli atak w okolicy Werchniokamjanka–Werchniokamjanske i Biłohoriwka–Werchniokamjanske, gdzie Rosjanie ponieśli straty i wycofali się. Stratami zakończyły również próby poprawienia pozycji taktycznej na kierunkach Wołodymyriwka–Bachmutske i Dołomitne–Nowołuhanske. Trwały także ciężkie walki w kierunku Roty–Semyhirja w rejonie bachmuckim. W obwodzie chersońskim siły rosyjskie próbowały przesunąć się na kierunkach Suchyj Stawok–Andrijiwka i Bruskynske–Biłohirka, jednak zostały odparte i zmuszone do chaotycznego wycofania się. Później Sztab podał, że Rosjanie prowadzili rozpoznanie za pomocą dronów w obwodzie chersońskim i donieckim. Następnie siły ukraińskie odparły rosyjskie ataki na dwóch kierunkach: kramatorskim w pobliży miejscowości Berestowe–Iwano-Darjiwka i Werchniokamjanka–Iwano-Darjiwka (siły rosyjskie prowadziły działania zaczepne w okolicach Spirnego) oraz bachmuckim w okolicy miejscowości Werszyna–Łuhanske (Rosjanie atakowali w kierunku Myroniwske–Łuhanske).
W opinii brytyjskiego Ministerstwa Obrony w Donbasie i w obwodzie chersońskim toczyły się walki, które nie przyniosły rozstrzygnięcia, natomiast rosyjscy dowódcy stanęli przed dylematem, który front powinien zostać wzmocniony. Według ISW siły ukraińskie uszkodziły wszystkie trzy kontrolowane przez Rosjan mosty prowadzące do okupowanego Chersonia w celu uniemożliwienia dostarczania sprzętu wojskowego do tego miasta; w związku z tym w Rosji narastało zaniepokojenie atakami za pomocą systemów M142 HIMARS. Ponadto wojska rosyjskie zostały zmuszone do używania różnych sposobów na unikanie ataków, w tym kamuflaż i ciągłe przemieszczanie się, co z kolei utrudniało stosowanie taktyki polegającej na bezustannym ostrzale artyleryjskim. Na froncie Rosjanie próbowali prowadzić ograniczone ataki w obwodzie chersońskim oraz donieckim: na północny zachód od Słowiańska, na wschód od Siewierska i na południe od Bachmutu. Z kolei rosyjskie władze okupacyjne na zajętych terenach kontynuowały przygotowania do referendów ws. aneksji zajętych obszarów. Ponadto władze Rosji mierzyły się z rosnącym oporem ze strony mniejszości etnicznych, które ponosiły nieproporcjonalnie duży ciężar wojny; grupy protestacyjne powstały m.in. Tuwie i Burjacji.

### 25 lipca

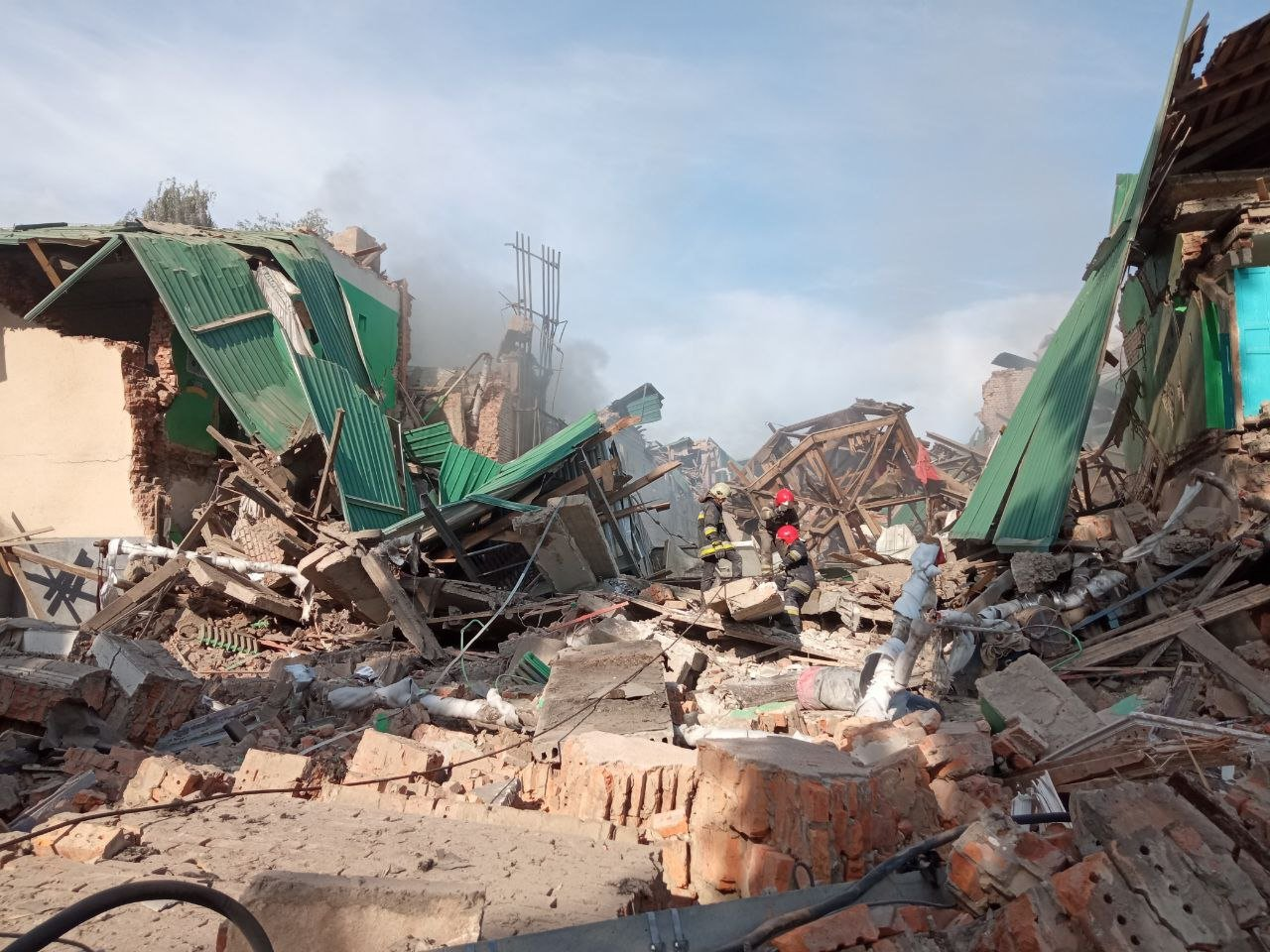
Dom Kultury w Czuhujewie po nocnym rosyjskim ostrzale, trzy osoby zginęły

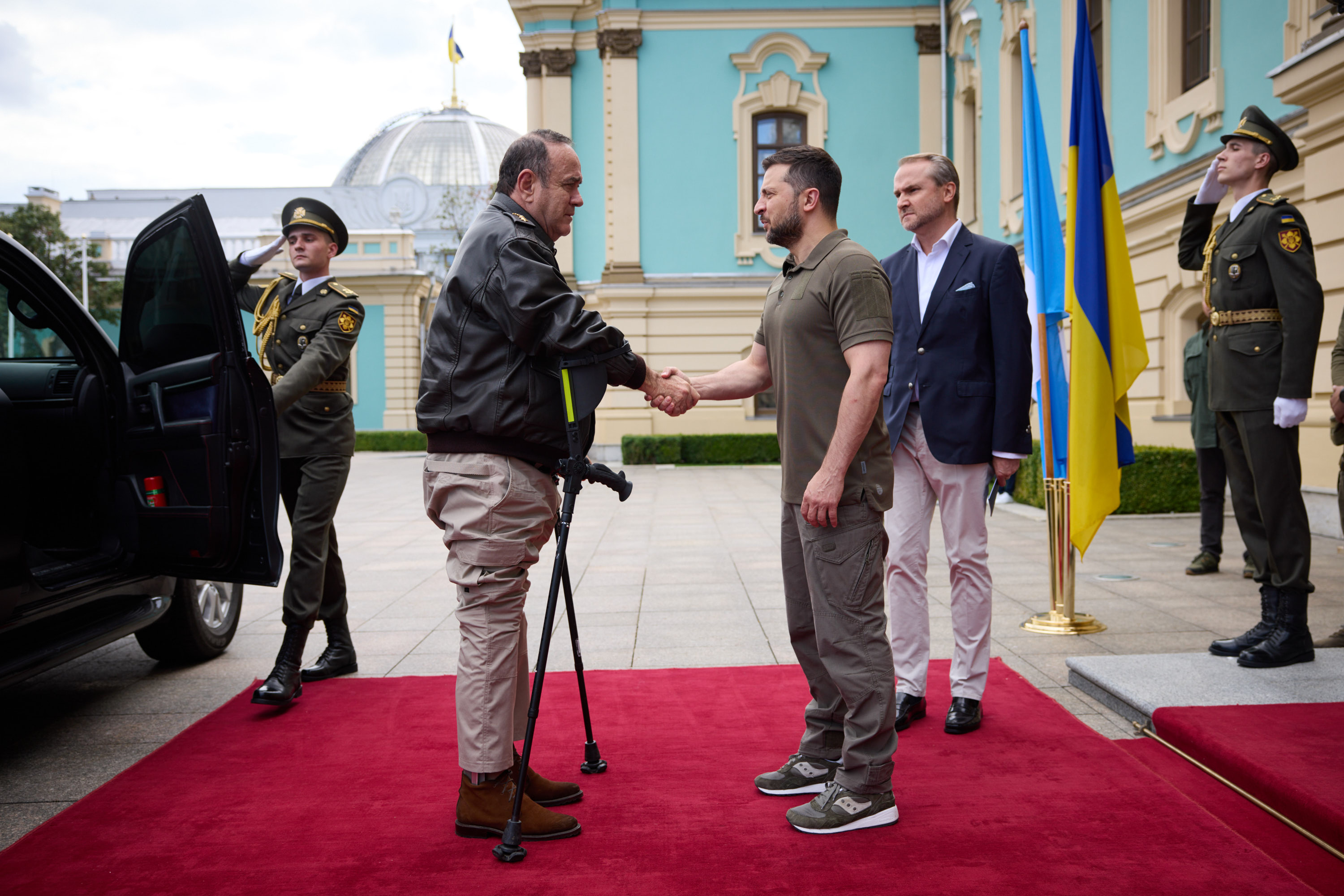
Spotkanie prezydenta Zełenskiego z prezydentem Gwatemali Alejandro Giammatteiem

Sztab Ukrainy podał, że rosyjskie oddziały odniosły „częściowe powodzenie” podczas walk o Wuhłehirską Elektrownię Cieplną w Switłodarśku, na południowy wschód od Bachmutu. Siły ukraińskie odparły ataki na odcinkach Kłynowe – Pokrowśke i Wołodymyriwka – Pokrowśke. Na południowy wschód od Siewierska Rosjanie próbowali atakować w rejonie Spirnego i Iwano-Darjiwki, jednak napotkali zacięty opór i zostali zmuszeni do wycofania się. Siły rosyjskie poniosły również „znaczne straty” w walkach w okolicach Charkowa, na odcinku Cupiwka–Dementijiwka. Później SG poinformował o odparciu rosyjskiego ataku w okolicach Słowiańska, odrzucając przeciwnika w rejonie Spirnego oraz parku narodowego Swiati Hory. Z kolei pod Bachmutem Rosjanie ponieśli straty w walkach i musieli wycofać się w rejonie miejscowości Berestowe i Semyhirja; oddziały przeciwnika podejmowały ataki pod Berestowem. Wojska rosyjskie próbowały poprawić swoje położenie taktyczne w celu ofensywy na Siewiersk i Sołedar. Ponadto Rosjanie kontynuowali ostrzał pozycji ukraińskich i miejscowości wzdłuż linii frontu w Donbаsie, a także na południu kraju oraz na północ i wschód od Charkowa. W obwodach chersońskim i zaporoskim skupiali się na defensywie.
Według ukraińskiego ministra obrony Ołeksija Reznikowa, wojska ukraińskie zniszczyły 50 rosyjskich składów amunicji za pomocą precyzyjnych pociskami amerykańskich. Z kolei w wyniku strat terytorialnych w Donbasie prezydent Wołodymyr Zełenski odwołał dowódcę ukraińskich sił zbrojnych na wschodzie kraju, generała majora Hryhorija Hałahana, który został zastąpiony przez Wiktora Horenkę.
W ocenie ISW Rosjanie nadal wytracała siły w walkach o niewielkie i mało istotne obszary na wschodzie kraju, a trwająca ofensywa Rosjan najpewniej wyhamuje, zanim będą w stanie zająć jakiekolwiek duże miasto w obwodzie donieckim. Siły rosyjskie zrobiły niewielkie postępy na południe od Bachmutu, jednak borykali się z tymi samymi ograniczeniami, co podczas walk o obwód ługański; jest mało prawdopodobne, aby były w stanie skutecznie wykorzystać osiągnięte postępy, aby przejąć kontrolę nad Bachmutem. Rosjanie przeprowadzili ograniczone ataki lądowe na północ od miasta Charków, na wschód od Siewierska i na wschód od Bachmutu. Rosja wzmacniała również wojska na okupowanych przez siebie terenach w obwodach chersońskim i zaporoskim, przygotowując się na ukraińską kontrofensywę. Z kolei Ukraińcy wciąż przeprowadzali uderzenia na rosyjskie fortyfikacje na południu kraju. Ponadto rosyjskie władze okupacyjne w dalszym ciągu szykowały warunki do aneksji zajętych terenów do FR oraz rozszerzali kontrolę administracyjną nad nimi. Z kolei OSW poinformował, że w ostatnich tygodniach sytuacja nie zmieniła się znacząco. Rosjanie prowadzili ostrzał obwodów czernihowskiego, sumskiego i charkowskiego oraz terenów na granicy obwodów charkowskiego i donieckiego na zachód i południe od Iziumu. Atak Rosjan w okolicach Bohorodycznego został powstrzymany. Siły rosyjskie próbowały także nacierać na Słowiańsk. Ciężkie walki toczyły się na wschód od Siewierska oraz na północny i południowy wschód od Bachmutu. Na obszarze Izium–Słowiańsk–Kramatorsk–Siewiersk–Bachmut Rosjanie prowadzili ciągłe ataki artyleryjskie i lotnicze. Walki trwały także na północny zachód od Doniecka na linii Wodiane – Wesełe, natomiast ostrzały były prowadzone wzdłuż frontu w obwodach donieckim i zaporoskim, a także chersońskim i mikołajowskim. Próby rosyjskiego ataku w rejonie miejscowości Dawydiw Brid–Biłohirka–Andrijiwka–Suchyj Stawok–Bruskynśke zostały odparte przez Ukraińców. Z kolei oddziały ruchu oporu dokonały skutecznych ataków m.in. na węzeł kolejowy w Nowobohdaniwce, 30 km od Melitopola czy most na rzece Ingulec w Darjiwce koło Chersonia.

### 26 lipca

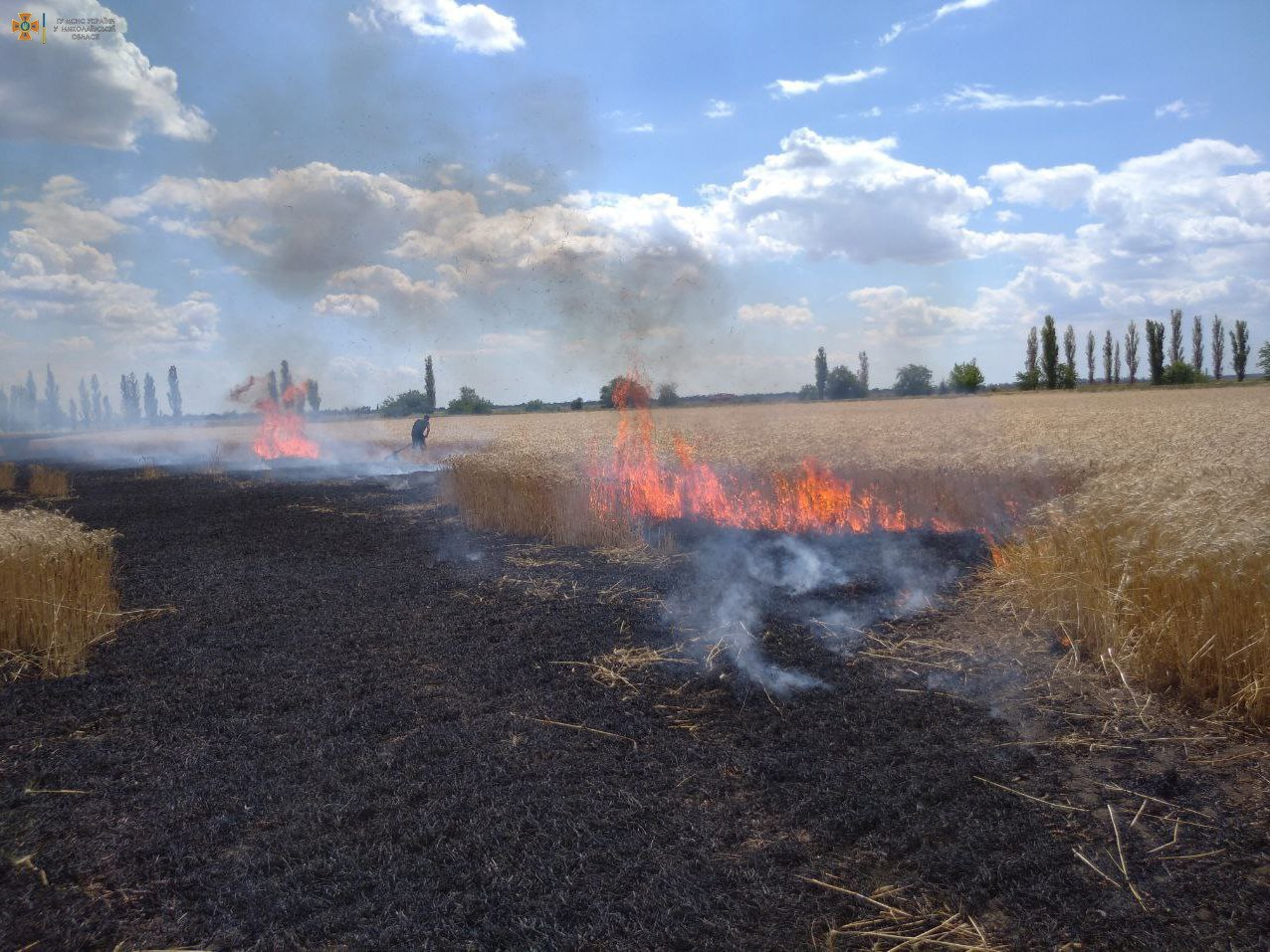
Płonące pole w obwodzie mikołajowskim po rosyjskim ostrzale

Według SG Ukrainy na kierunku słowiańskim Rosjanie próbowali bezskutecznie przemieścić się w okolicy miejscowości Bohorodyczne i ostatecznie wycofali się. Na kierunku kramatorskim siły rosyjskie chciały polepszyć swoje pozycje w okolicy Iwano-Darjiwki, jednak Ukraińcy odparli atak i zmusili nacierających do odwrotu. Na kierunku bachmuckim odparto próby ataków w okolicy miejscowości Berestowe, Sołedar i Semyhirja oraz trwały walki z rosyjską grupą szturmową w okolicy miejscowości Pokrowśke. Z kolei w okolicy wsi Pawliwka i Błahodatne w obwodzie zaporoskim odparto siły rosyjskie, które ponosząc straty, wycofały się. Później Sztab podał, że Rosjanie przeprowadzili nieudany atak na wschód od Siewierska w obwodzie donieckim. W rejonie wsi Werchniokamjanske siły rosyjskie prowadziły szturm, jednak bez sukcesu. Walki toczyły się także pod Sołedarem, a w rejonie Semyhirji i Kodemy na południowy wschód od Bachmutu trwały walki. Na kierunku charkowskim „przeciwnik usiłował poprawić zabezpieczenie logistyczne swoich oddziałów przy pomocy przepraw pontonowych”. Z kolei na południu Rosjanie koncentrowali się na niedopuszczeniu do postępu sił ukraińskich; atakowali w rejonie Biłohirki w obwodzie chersońskim, jednak bez powodzenia. Ponadto siły rosyjskie kontynuowały ostrzał pozycji ukraińskich i miejscowości wzdłuż linii frontu w Donbаsie, a także na południu kraju i pod Charkowem. Ukraina stwierdziła również, że ponownie zaatakowała Most Antonowski rakietami HIMARS.
Według źródeł rosyjskich najemnicy z grupy Wagnera zdobyli Wuhłehirską Elektrownię Cieplną na podejściu do Bachmutu. Następnie rosyjskie Ministerstwo Obrony poinformowało, że w pobliżu Konstantynówki, Rosjanie rozpoczęli ataki rakietowe na bazę Międzynarodowego Legionu Obrony Terytorialnej Ukrainy, zabijając dziesiątki żołnierzy.
W opinii ISW rząd Rosji planuje przeprowadzenie „referendów” we wrześniu w celu wcielenia zajętych terenów do FR, jednak do tego czasu siłom rosyjskim raczej nie uda się zająć znaczących obszarów w obwodzie donieckim. Na froncie Rosjanie zajęli niewielkie tereny na północny wschód od Bachmutu oraz kontynuowali walki na wschód i południe od miasta. Siły rosyjskie przeprowadziły także ograniczone ataki na północny zachód od Iziumu, a także na południowy zachód od Doniecka, w pobliżu granicy z obwodem zaporoskim. Na południu kraju Rosjanie koncentrowali się na obronie zajętych pozycji i przeprowadziły ograniczony atak na północnym zachodzie obwodu chersońskiego, z kolei siły ukraińskie w dalszym ciągu atakowały rosyjskie węzły logistyczne.

### 27 lipca
Sztab Ukrainy podał, że siły rosyjskie starały się utrzymać zajęte obszary obwodu charkowskiego, a także chersońskiego, zaporoskiego i mikołajowskiego. Na kierunku słowiańskim Rosjanie chcieli znaleźć słabe punkty w obronie ukraińskiej, bez powodzenia atakując w kierunku Dowheńke–Mazaniwka i Pasika–Dołyna; ostrzelali także szereg miejscowości, w tym Petriwkę i Husariwkę. Na kierunku bachmuckim siły ukraińskie odbiły atak w kierunku Kłynowe–Bachmut i Myroniwski–Semihirja, zmuszając przeciwnika do wycofania się. Siły rosyjskie odniosły natomiast częściowy sukces w kierunku Widrodżennia–Werszyna, umacniając pozycje na południowy wschód od Werszyny. Nie przyniosła powodzenia próba przesunięcia się sił rosyjskich w kierunku Wołodymyriwka–Sołedar i Striapiwka–Sołedar; ostrzelano też liczne miejscowości, m.in. Biłohoriwkę i Nju-Jork. Na kierunku charkowskim pod ostrzałem znalazły się m.in. Charków, Dementijiwka, Cyrkuny, Ruski Tyszky i Petriwka. Na północy Rosjanie ostrzelali okolice Mykołajiwki (obwód czernihowski) oraz Towstodubowego i Riasnego (obwód sumski). Na kierunku awdijiwskim, nowopawliwskim i zaporoskim ostrzelano Marjinkę, Biłohirję, Pawliwkę i Perwomajske. Na południu siły rosyjskie próbowały utrzymać swoje pozycje i odzyskać wyzwolone przez siły ukraińskie tereny na kierunku krzyworoskim. Ukraińcy powstrzymali atak w kierunku Bruskynske–Biłohoriwka i zmusili Rosjan do wycofania się.
Według brytyjskiego MON ukraińskie siły utworzyły przyczółek na południe od rzeki Ingulec, która stanowiła północne obrzeże okupowanego przez Rosjan Chersonia. Ukraina użyła swojej nowej artylerii dalekiego zasięgu do uszkodzenia co najmniej trzech mostów na Dnieprze, wykorzystywanych przez Rosję do zaopatrywania swoich sił; Most Antonowski został uszkodzony w ubiegłym tygodniu, a Ukraina uderzyła w niego ponownie i prawdopodobnie przeprawa nie nadaje się do użytku. W wyniku tego 49. Armia stacjonująca na zachodnim brzegu Dniepru była zagrożona, a sam Chersoń został odcięty od innych terenów okupowanych przez Rosję. Siły rosyjskie kompensowały to poprzez użycie mostów pontonowych i promów. Rzecznik ukraińskich SZ stwierdził, że nie ma planów pełnego zniszczenia mostu. Został jednak zamknięty dla ludności cywilnej.
Z kolei ISW poinformowało, że Rosjanie byli zdolni do jednoczesnego prowadzenia tylko dwóch większych operacji ofensywnych w Ukrainie: na Siewiersk i na Bachmut w obwodzie donieckim; atak na Siewiersk był prowadzony z kierunku Werchniokamjanki i Biłohoriwki, natomiast na Bachmut od strony Nowołuhanskiego i Wuhłehirskiej Elektrowni Cieplnej. Z kolei siły ukraińskie przeprowadziły lokalny kontratak na południowy zachód od Iziumu, a na północ od Charkowa toczyły się walki. Zdaniem Instytutu z powodu braku chętnych kolaborantów z Ukrainy władze rosyjskie sprowadzały Rosjan do pracy na zajętych terenach, natomiast okupacyjne władze Mariupola nadal blokowały pomoc humanitarną w celu zmuszenia cywilów do współpracy i pracy na rzecz rosyjskiej administracji.

### 28 lipca

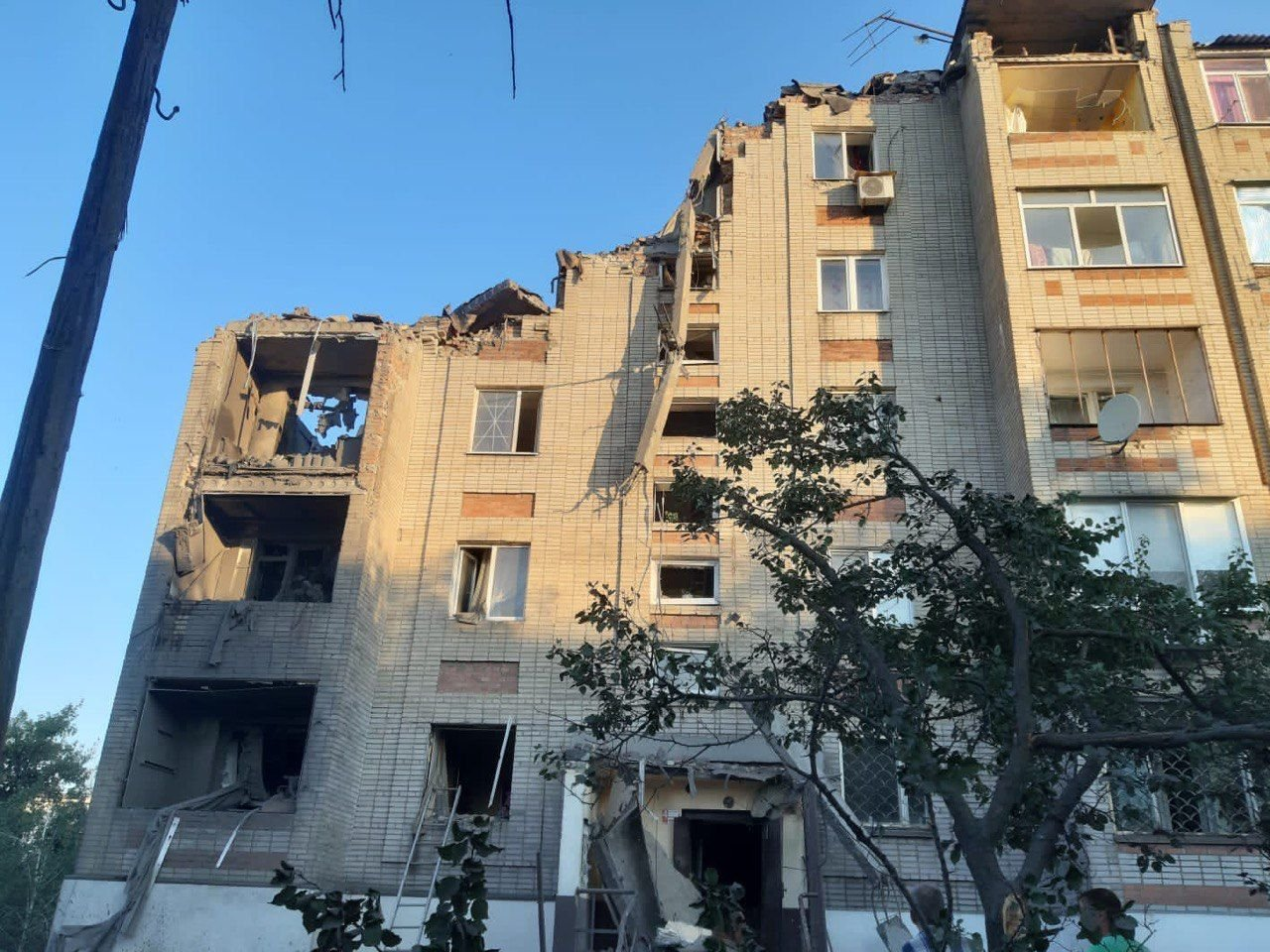
5-piętrowy blok mieszkalny w Torećku po rosyjskim ostrzale

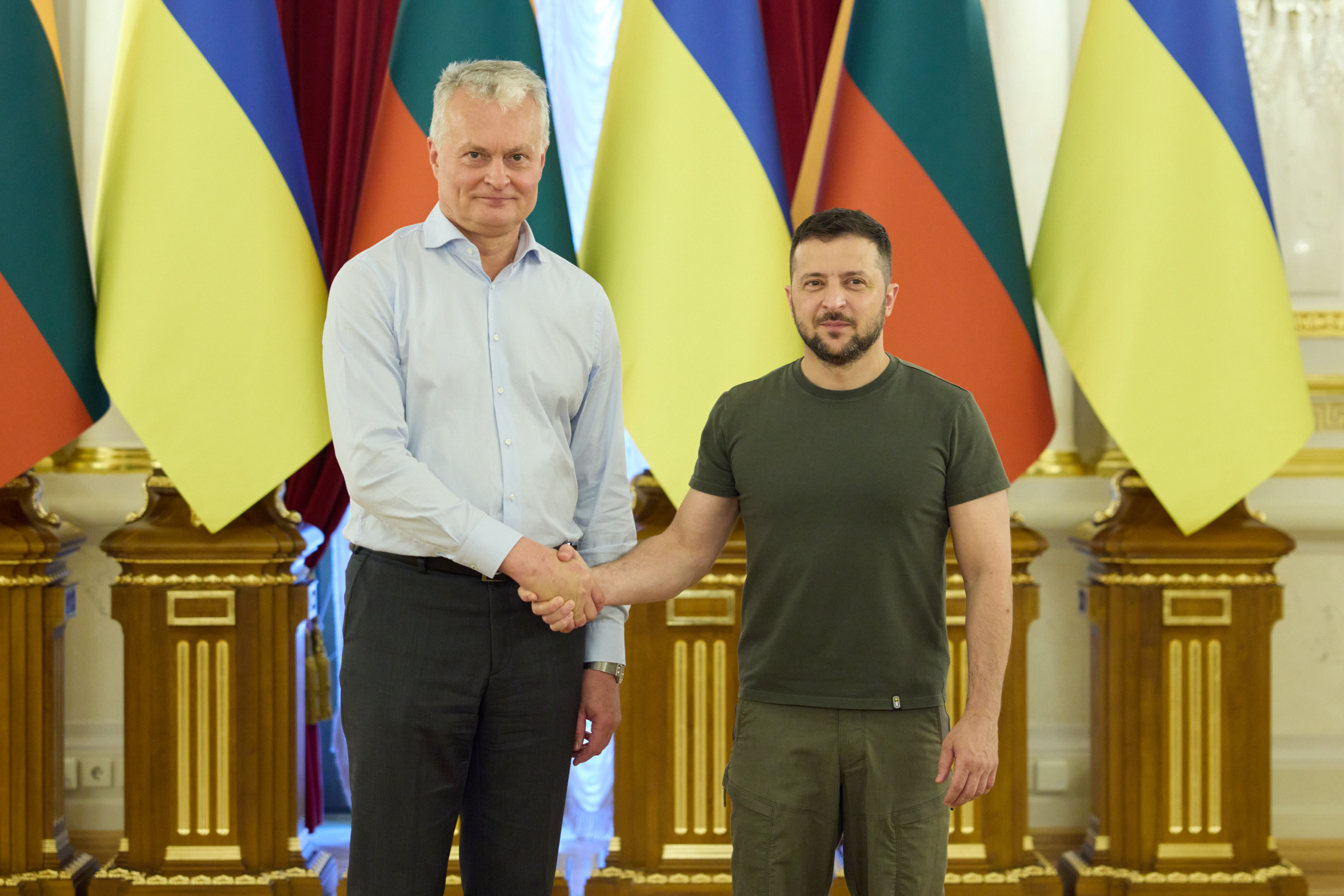
Spotkanie prezydenta Zełenskiego z prezydentem Litwy Gitanasem Nausėdą

SG Ukrainy poinformował, że skutecznie odparto rosyjskie ataki w kierunku Werszyny i Semyhiria na południowy wschód od Bachmutu w obwodzie donieckim. Rosjanie w dalszym ciągu atakowali w okolicach Nowołuhanskego i Sołedaru, gdzie toczyły się walki. Atakowali również w rejonie Awdijiwki, Krasnohoriwki i wsi Wełyka Nowosiłka na północ i wschód od Doniecka, jednak wojska rosyjskie poniosły tam duże straty i ostatecznie wycofały się. Rosjanie kontynuowali ciężki ostrzał pozycji ukraińskich i miejscowości wzdłuż linii frontu w Donbasie, a także na południu kraju i pod Charkowem. W wyniku ostrzału ukraińskiego w Doniecku zginęły cztery osoby, a 11 zostało rannych. Ponadto Rosja zintensyfikowała ataki rakietowe, po raz pierwszy od tygodni wymierzone w regiony Kijowa i Czernihowa. W Doniecku walki zbliżały się do Bachmutu i Sołedaru. Następnie doradca prezydenta Zełenskiego podał, że Rosja wyraźnie kierowała swoje wojska w kierunku Melitopola oraz obwodu chersońskiego i zaporoskiego. Z kolei zastępca szefa głównego zarządu operacyjnego Sztabu Generalnego generał Ołeksij Hromow stwierdził, że od początku lipca siły rosyjskie przeprowadziły ponad 90 ataków rakietowych i lotniczych na terytorium Ukrainy, w wyniku czego zniszczono całkowicie 28 obiektów i 137 częściowo.
Według ISW zgrupowanie rosyjskie w obwodzie donieckim będzie prawdopodobnie dążyć do wykorzystania dotychczasowych zdobyczy na południowy wschód od Bachmutu i kontynuowania ofensywy w tym rejonie. Rosjanie przeprowadzili ograniczone ataki na północny zachód od Słowiańska oraz na północny wschód i południowy zachód od Bachmutu oraz zintensyfikowali działania ofensywne wokół Awdijiwki, aby ograniczyć ukraińskie ataki w Doniecku i wokół niego. Siły rosyjskie podjęły również próbę ograniczonego ataku na południu Ukrainy, jednak ponieśli tam straty terytorialne. W opinii Instytutu wojska rosyjskie mogły przygotowywać się także do wznowienia ofensywy w kierunku Charkowa. Z kolei władze okupacyjne nadal wywierały presję na ukraińskich cywilów, aby używali rosyjskich rubli i paszportów oraz uczęszczali do prowadzonych przez Rosjan szkół. Natomiast OSW podał, że Rosjanie wyparli siły ukraińskie z Elektrociepłowni Wuhłehirśkej w pobliżu Switłodarśka, opanowali Nowołuhanśke i uderzyły w kierunku Bachmutu od południowego wschodu i z zachodu. Atakowali także pozycje ukraińskie na wschód i północny wschód od Bachmutu, którego linia obrony znalazła się ok. 10 km od centrum miasta. Ukraińcy powstrzymali ataki na południowym wschodzie od Siewierska. Odparto także ataki w rejonie Pawliwka–Błahodatne na południowy zachód od Doniecka oraz Biłohirki w północno-zachodniej części obwodu chersońskiego. Dowództwo Operacyjne „Południe” poinformowało o odzyskaniu przez siły ukraińskie położonych w pobliżu Biłohirki miejscowości Andrijiwka i Łozowe. Na całej linii frontu oraz terenach obwodów czernihowskiego i sumskiego Rosjanie kontynuowali ostrzał oraz bombardowania pozycji sił ukraińskich. Celami ataków były m.in. Charków, Czuhujew, okolice Słowiańska, Bachmut, Mikołajów, rejon apostołowski i okolice Zełenodolśka oraz Nikopol w obwodzie dniepropetrowskim. Z kolei głównymi celami artylerii ukraińskiej były Donieck i Gorłówka. Rosjanie kontynuowali także ataki rakietowe na Mikołajów, Charków i okoliczne miejscowości oraz zaplecze ukraińskie w Donbasie.

### 29 lipca

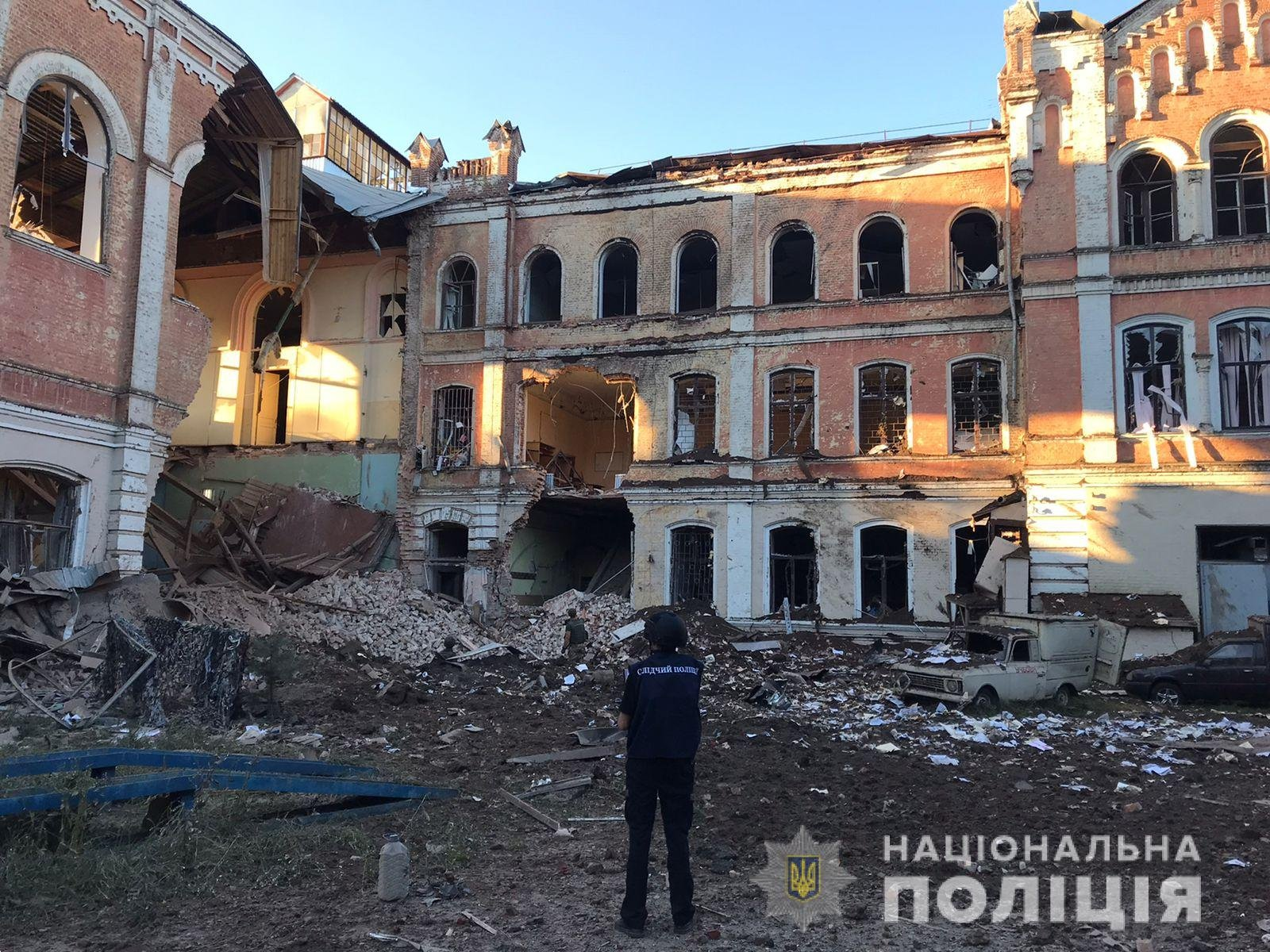
Instytut Dydaktyczno-Naukowy Mechanotroniki i Systemów Zarządzania Technicznego Uniwersytetu Rolniczego im. Petra Wasylenki w Charkowie po rosyjskim ostrzale

Według Sztabu Ukrainy zlikwidowano rosyjską grupę zwiadowczą w okolicy wioski Szczuriwka w obwodzie charkowskim. Ukraińcy zmusili też do wycofania się rosyjską grupę zwiadowczą w pobliżu Werchniokamjanskiego w obwodzie donieckim oraz odparli ataki rosyjskie na kierunku awdijiwskim. Ponadto utrzymywała się wysoka aktywność zwiadowcza sił rosyjskich, które ostrzeliwały infrastrukturę wojskową i cywilną w ponad 30 miejscowościach, w tym Iwaniwce i Karjernem w obwodzie chersońskim. Później SG podał, że odparto ataki sił rosyjskich na czterech kierunkach: słowiańskim, bachmuckim, awdijewskim i nowopawliwskim. Charakter działań Rosjan pozostawał bez większych zmian, którzy kontynuowali lotnicze i rakietowe ataki na obiekty wojskowe i cywilne. Na południu kraju wojsko rosyjskie prowadziło działa mające na celu przywrócenie tamtejszych szlaków logistycznych. Centrum Komunikacji Strategicznej SZ Ukrainy przekazało, że zniszczono kolejowy most Antonowski pod Chersoniem.
Rosja i Doniecka Republika Ludowa stwierdziły, że zginęły 53 osoby, a 75 zostało rannych w wyniku ostrzału więzienia, w którym przetrzymano ukraińskich jeńców wojennych (w tym członków pułku „Azow” z Mariupola) w kontrolowanym przez DRL mieście Oleniwka w obwodzie donieckim. Sztab Generalny Ukrainy stwierdził, że atak został przeprowadzony przez Rosjan w celu ukrycia tortur i egzekucji ukraińskich jeńców. Strona rosyjska podała, że więzienie zostało trafione pociskami HIMARS i jako dowód pokazała fragmenty rakiety. Z kolei Ukraina poprosiła ONZ i Czerwony Krzyż o zbadanie sprawy. Później ukraiński wywiad wojskowy opublikował zapisy rozmów telefonicznych i ujawnił zdjęcia sugerujące podłożenie materiałów wybuchowych na budynku. Według wywiadu atak został przeprowadzony przez rosyjską prywatną firmę wojskową, grupę Wagnera, na zlecenie jej właściciela, oligarchy Jewgienija Prigożyna.
Brytyjskie Ministerstwo Obrony poinformowało, że tzw. referenda miały się odbyć jeszcze 2022 roku, w wyniku czego władze okupacyjne wymuszały na mieszkańcach przekazywanie danych osobowych w celu stworzenia rejestru głosujących. Z kolei siły ukraińskie odparły prowadzone na małą skalę rosyjskie ataki na linii frontu w pobliżu Doniecka. W okolicach okupowanego Chersonia Rosjanie stworzyli dwa mosty pontonowe i przeprawę promową, aby zastąpić mosty zniszczone przez ataki ukraińskie. Z kolei ISW potwierdził, że most Antonowski pod Chersoniem został zniszczony przez Ukraińców i prawdopodobnie nie nadaje się do użytku. Na północ od Charkowa toczyły się walki, jednak nie doprowadziły one do znacznych zmian w kontroli nad obszarami. Rosjanie ostrzelali Charków z systemów S-300 oraz prowadzili ataki na północ, północny wschód i wschód od miasta. Rosjanie przeprowadzili także działania zwiadowcze na północny zachód od linii Słowiańsk–Izium i ostrzelali miejscowości na północny zachód od Słowiańska oraz przeprowadzili ataki na ograniczoną skalę na wschód od Siewierska oraz na północny i południowy wschód od Bachmutu. Siły rosyjskie nasiliły również ataki na północno-zachodnie przedmieścia Doniecka, atakując szereg miejscowości na tym obszarze. Na południu Ukrainy Rosjanie próbowali przeprowadzić ograniczony atak w obwodzie chersońskim i prowadzili tam działania bojowe. Ponadto Rosja ściągała sprzęt wojskowy do obwodu biełgorodzkiego przy granicy z obwodem charkowskim.

### 30 lipca
Sztab Generalny Ukrainy poinformował, że Rosjanie odnieśli niewielki sukces w natarciu na Bachmut, zajmując obrzeża wsi Semyhirja, 10 km na południowy wschód od miasta; wieś była atakowana z trzech stron. W tym rejonie trwał także intensywny ostrzał artyleryjski. Siły rosyjskie ostrzeliwały pozycje ukraińskie wzdłuż całej linii frontu oraz starały się posuwać do przodu, jednak bezskutecznie. Na kierunkach Słowiańska, Doniecka, Kramatorska, Awdijiwki, Zaporoża i Mikołajowa odparto próby zajmowania kolejnych miejscowości. Nie zauważono także żadnych zmian po stronie Białorusi; tamtejsze wojska przechodziły szkolenia, przeprowadzały zwiad oraz dozbrajały i zaopatrywały jednostki inżynieryjne. Później SG podał, że na kierunku bachmuckim Rosjanie próbowali poprawić swoje położenie taktyczne w kierunku Roty–Werszyna i Pokrowśke–Bachmut, jednak wycofali się ponosząc straty. Na kierunku słowiańskim siły rosyjskie prowadziły ostrzał w okolicach Andrijiwki, Dołyny, Krasnopola, Mazaniwki i Adamówki oraz natarcie w pobliżu Dmytriwki, lecz bez powodzenia. Wojsko rosyjskie atakowało także liczne miejscowości w innych rejonach kraju. Z kolei ukraińskie lotnictwo zniszczyło na różnych odcinkach frontu do 20 sztuk rosyjskiego sprzętu wojskowego; zniszczono również dwa rosyjskie punkty oporu, dwa magazyny amunicji oraz zabito kilkudziesięciu żołnierzy.
Rzecznik władz obwodu odeskiego Serhij Bratczuk poinformował, że siły ukraińskie ostrzelały z systemu HIMARS rosyjski pociąg ze sprzętem i żołnierzami, który przybył z Krymu na stację Bryliwka w obwodzie chersońskim. Według Bratczuka w wyniku ataku zniszczono 40 wagonów, zabito 80 żołnierzy i zraniono 200 kolejnych; zginęli również maszyniści i inżynierowie pociągu.
Według ISW siły rosyjskie przeprowadziły ataki lądowe wokół Bachmutu i okolic Doniecka, a także na południowy zachód od Iziumu. Jeden atak na wschód od Bachmutu przyniósł niewielki postępy. Według ekspertów rosyjska ofensywa raczej nie pozwoli na zajęcie Bachmutu, ponieważ jest to duże i dobrze bronione miasto. Ponadto Rosjanie nie przeprowadzili żadnych ataków w pobliżu Siewierska, co sugerowało pomniejszenie znaczenia operacji w tym rejonie. Na południu Ukrainy, w obwodzie chersońskim, siły ukraińskie powstrzymały rosyjski atak przy pomocy artyleryjskich uderzeń wyprzedzających. Z kolei ukraińscy urzędnicy potwierdzili również, że po zniszczeniu mostu kolejowego przez Dniepr pod Chersoniem Rosjanie nie są w stanie dostarczać pociągami zaopatrzenia dla swoich wojsk na drugi brzeg rzeki.

### 31 lipca

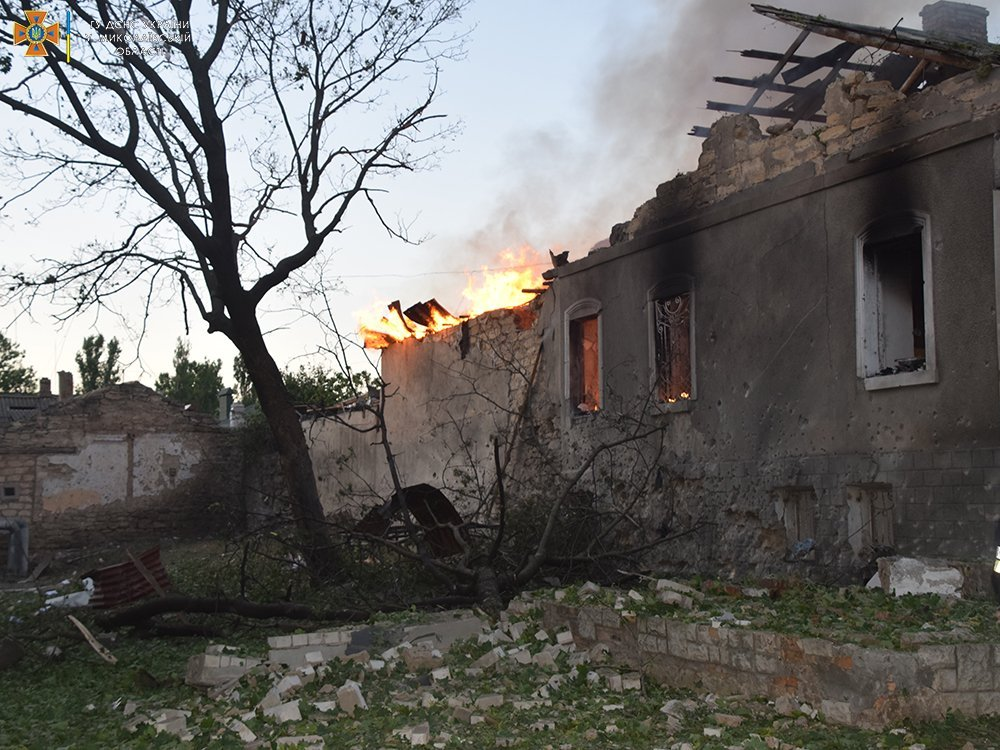
Mikołajów po rosyjskim ostrzale, który spowodował osiem pożarów

Według SG Ukrainy Rosjanie przerzucili część swoich sił z kierunku słowiańskiego na kierunek zaporoski na południu Ukrainy. Z kolei siły ukraińskie odparły rosyjskie ataki na kierunku charkowskim, bachmuckim i awdijiwskim; w okolicy Awdijiwki rosyjska armia odniosła częściowy sukces. W późniejszym czasie Sztab podał, że Rosja kontynuowała za pomocą czołgów oraz artylerii lufowej i rakietowej ostrzały miejscowości wokół Charkowa. W obwodzie donieckim Rosjanie prowadzili atak na Bachmut, natomiast na kierunku Zaporoża „trwało przegrupowanie sił wroga”. Rosja wzmacniała także swoje wojska na kierunku Krzywego Rogu w obwodzie dniepropietrowskim. Ponadto Białoruś wysłała do regionów graniczących z Ukrainą dodatkowe zestawy do walki radioelektronicznej.
Brytyjskie Ministerstwo Obrony poinformowało, że w ciągu ostatnich czterech dni Rosjanie kontynuowali taktyczne ataki na Bachmut, na północny wschód od Doniecka, jednak zdołali poczynić jedynie powolne postępy. Rosja prawdopodobnie skorygowała plan ofensywy w Donbasie po tym, jak nie udało jej się dokonać przełomu operacyjnego w ramach planu realizowanego od kwietnia; jako obszar wymagający wzmocnienia zidentyfikowała kierunek zaporoski. Z kolei ISW podało, że Rosja nie odpowiedziała na wniosek Międzynarodowego Czerwonego Krzyża o dostęp do tzw. obozu filtracyjnego w Ołeniwce, znajdującego się we wschodniej Ukrainie, tym samym utrudniając międzynarodowe śledztwo. Siły rosyjskie przeprowadziły ograniczone ataki na południowy zachód i północny zachód od Iziumu, chcąc ustalić warunki dla postępów na północny zachód od linii Izium–Słowiańsk. Rosjanie kontynuowali także ataki lądowe na północny zachód od Słowiańska, na północny wschód od Siewierska oraz na wschód i południe od Bachmutu. Z kolei siły rosyjskie osiągnęły ograniczone postępy w rejonie Awdijiwki i kontynuowały ataki w kierunku Awdijiwki i Piski. Ponadto władze rosyjskie okupacyjne kontynuowały przygotowania do referendum w obwodzie chersońskim i podjęły działania mające na celu przedstawienie poparcia dla rosyjskiej kontroli na okupowanych terytoriach.